# Mujeres en los Juegos Olímpicos
Las mujeres en los Juegos Olímpicos participaron por primera vez en la segunda edición en 1900 con 22 mujeres (el 2,2% del total de competidores) de manera no oficial. Las mujeres participaron por primera vez de manera oficial en los Juegos Olímpicos de Verano de Ámsterdam en 1928. En 1968 por primera vez una mujer encendió la Llama Olímpica. La proporción de participantes femeninas fue aumentando lentamente hasta que se consiguió paridad plena en 2024.
La representación de las mujeres en el Comité Olímpico Internacional (COI) fue también históricamente muy inferior a la tasa de participación femenina. Las dos primeras mujeres miembros del COI asumieron en 1981 y recién en 2023, se logró que el 41,1% de los miembros sean mujeres. Los Juegos Olímpicos de París 2024 se destacaron por ser los primeros en tener como objetivo lograr la paridad de género entre hombres y mujeres.

## Historia de las mujeres en los Juegos Olímpicos

### Antigüedad
En las Olimpiadas de la Antigua Grecia, los juegos eran exclusivamente masculinos. Las mujeres casadas ni siquiera podían asistir a los Juegos como espectadoras, aunque se permitía la asistencia de mujeres solteras.

### 1896-1900

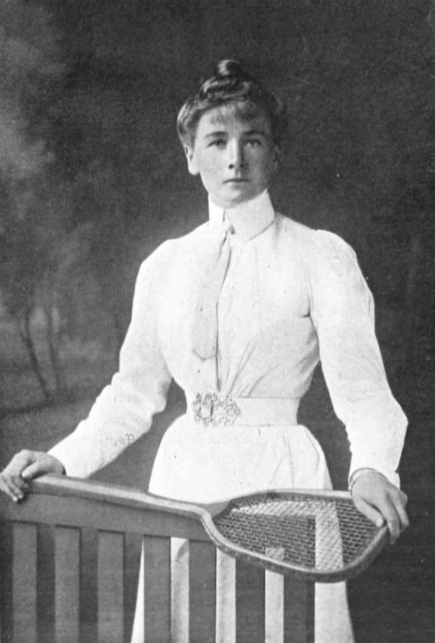
Charlotte Cooper

En la primera edición de los Juegos Olímpicos en Atenas de 1896, el organizador francés Pierre de Coubertin se opuso a la participación femenina, diciendo “Para ellas la gracia, el hogar y los hijos. Reservemos para los hombres la competición deportiva”.
En los Juegos Olímpico de París de 1900 por primera vez participaron 22 mujeres, el 2,2% del total del competidores, pudiendo competir en atletismo, tenis, vela, croquet, hípica y golf. Sin embargo, la participación se consideró como algo no oficial y no se reconoció en el medallero.
Hélène de Pourtalès de Suiza se convirtió en la primera mujer en competir en los Juegos Olímpicos y se convirtió en la primera campeona olímpica femenina, como miembro del equipo ganador en el primer evento de Vela de 1 a 2 toneladas el 22 de mayo de 1900. La británica Charlotte Cooper se convirtió en la primera campeona individual femenina al ganar la competición individual de tenis femenino el 11 de julio.
En atletismo, las mujeres compitieron en los 100 metros, 800 metros, relevos 4 × 100 metros, salto de altura y lanzamiento de disco. La carrera de 800 metros fue controvertida ya que, según se informó, muchos competidores estaban exhaustos o no pudieron completar la carrera. En consecuencia, el Comité Olímpico Internacional (COI) decidió eliminar los 800 metros del programa; no se restablecieron hasta 1960. Halina Konopacka de Polonia se convirtió en la primera campeona olímpica femenina en atletismo al ganar el lanzamiento de disco. En la competición de gimnasia, el equipo anfitrión holandés ganó la primera medalla de oro para mujeres en este deporte.

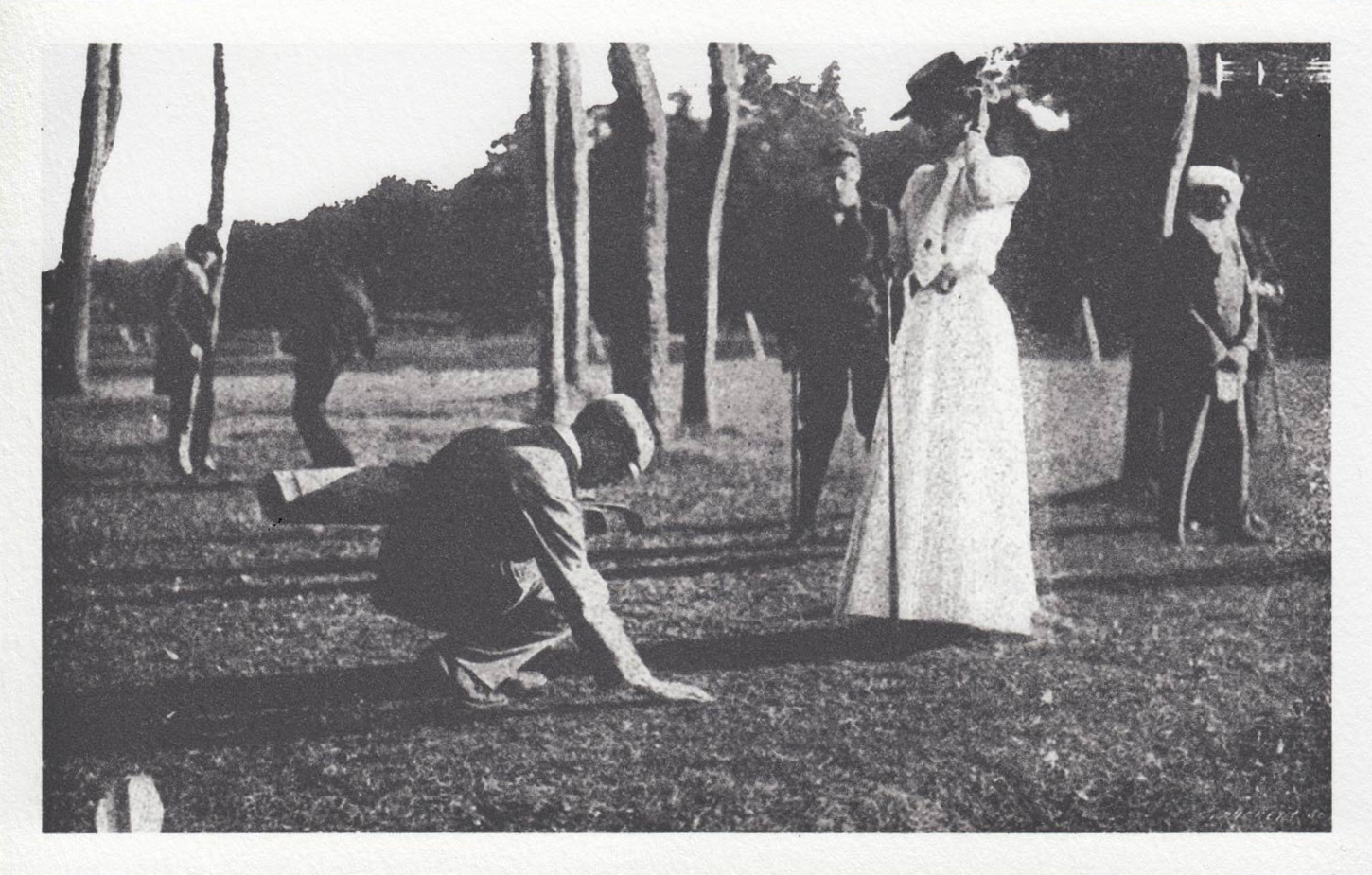
Margaret Abbott juega en el evento de golf femenino de los Juegos Olímpicos de 1900 en Compiegne, Francia.

Margaret Abbott y Pauline Whittier ganaron la medalla de oro y de plata en golf en los Juegos Olímpicos, aunque por la falta de registros completos, no quedó claro quien de las dos fue la primera en ganar.
Jane Moulin y Elvira Guerra compitieron en la prueba ecuestre en hacks y las carreras de diligencias de cazadores y correos. Originalmente, solo los eventos ecuestres de salto se contabilizaban como "olímpicos", pero los registros del COI luego agregaron todos a la lista oficial de 1900 eventos, convirtiendo retroactivamente a Moulin y Guerra en las primeras mujeres jinetes olímpicas.

### 1904-1912

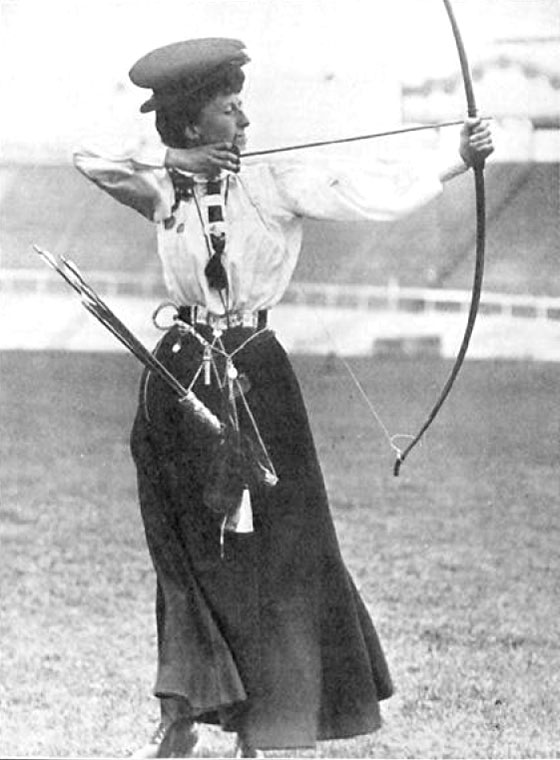
Queenie Newall competed in archery at the 1908 London Games.

En 1904, se agregó el evento de tiro con arco femenino, lo que marcó un paso significativo en la inclusión de las mujeres en las competiciones olímpicas.
En el momento de los Juegos Olímpicos de Londres de 1908, había 37 atletas femeninas que competían en tiro con arco, tenis y patinaje artístico. Esto representó una participación creciente, pero todavía limitada, de las mujeres en los Juegos.
En Estocolmo en 1912, el número de mujeres participantes aumentó a 47 y se introdujeron nuevos deportes como la natación y el buceo. Sin embargo, el patinaje artístico y el tiro con arco fueron eliminados del programa ese año. A pesar de estos cambios, Estocolmo 1912 incluyó concursos de arte abiertos a las mujeres, aunque no se mantuvieron registros detallados de su participación. La progresión de la participación femenina hasta Estocolmo 1912 muestra una expansión gradual tanto en el número de deportes como de atletas involucradas, pero siendo todavía alrededor del 2% del total de participantes.

### 1920-1928

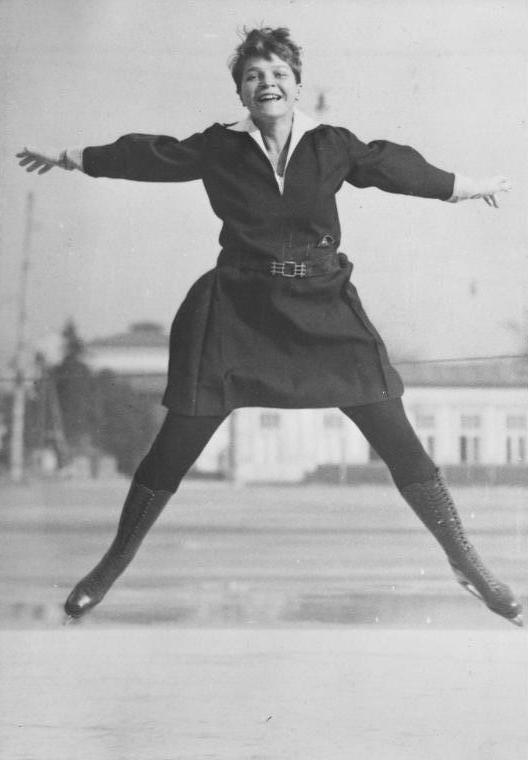
Herma Szabo fue una patinadora artística austriaca que hizo historia como la primera mujer en ganar una medalla de oro olímpica en patinaje artístico en 1924.

En 1920, 65 mujeres compitieron en los Juegos. El tiro con arco se volvió a incluir en el programa.
135 atletas femeninas compitieron en París 1924 (4,4%). Allí compitió Alice Melliat, quién fuera fundadora de la Federación de Sociedades Femeninas de Francia y de la Federación Internacional Deportiva Femenina. En los Juegos Olímpicos de Verano de 1924 celebrados ese mismo año en París, la esgrima femenina hizo su debut con la danesa Ellen Osiier ganando el oro inaugural. Lilí Álvarez y Rosa Torras fueron las primeras mujeres españolas en competir en unos Juegos Olímpicos. Dorothy Margaret Stuart fue la primera mujer en ganar una medalla en Artes, ganando plata en Literatura. Las competencias de Artes eran mixtas.
En 1924 también se celebraron los primeros Juegos Olímpicos de Invierno, con mujeres compitiendo sólo en patinaje artístico. Herma Szabo se convirtió en la primera campeona olímpica de invierno femenina al ganar la competición individual femenina.
Los Juegos Olímpicos de Verano de Amsterdam en 1928 fueron los primeros en que las mujeres participaron de manera oficial.

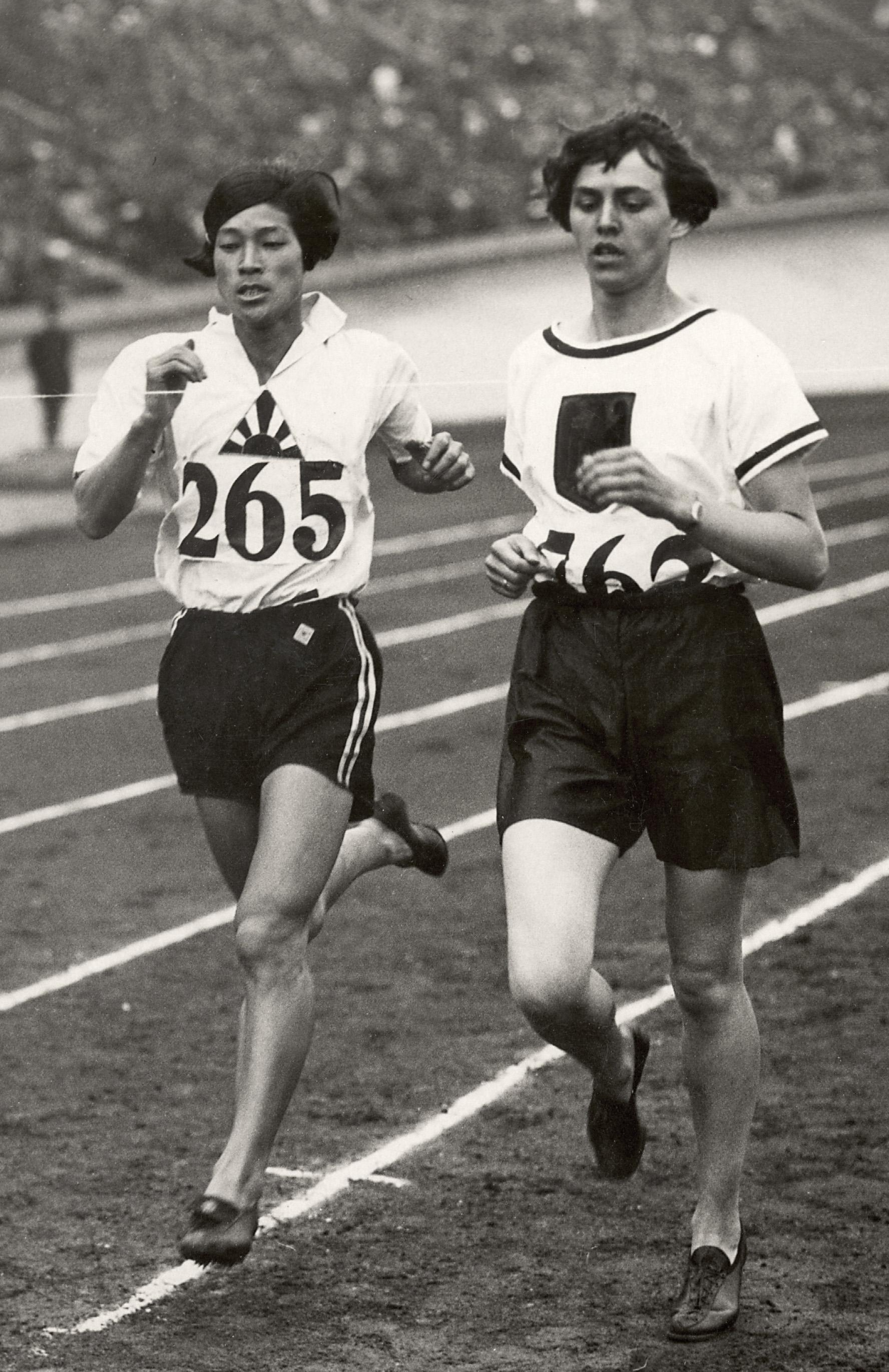
Kinue Hitomi ganó una medalla de plata en los 800 metros femeninos en los Juegos Olímpicos de Ámsterdam de 1928. La primera mujer en ganar una medalla olímpica de Asia.

Los Juegos Olímpicos de Invierno de 1928 en St. Moritz  marcaron un aumento en la participación de las mujeres, de menos del 5% del número total de atletas en años anteriores al 10% con 277 atletas femeninas. No se realizaron cambios en ninguna de las pruebas femeninas. Sonja Henie, de quince años, ganó su primera de tres medallas de oro olímpicas.

### 1932-1936
Los Juegos Olímpicos de Verano de 1932 en Los Ángeles se agregaron el lanzamiento de jabalina y los 80 metros vallas. Cuatro años más tarde, en los Juegos de Invierno de 1936 en Garmisch-Partenkirchen, las mujeres compitieron por primera vez en la prueba combinada de esquí alpino, y la atleta alemana Christl Cranz consiguió la medalla de oro inaugural, lo que marcó un importante paso adelante para la participación femenina en los deportes de invierno.
Los Juegos Olímpicos de Verano de 1936 en Berlín continuaron este progreso al reintroducir la gimnasia en el programa femenino. En los Juegos Olímpicos de Verano de 1936 celebrados en Berlín, la gimnasia volvió al programa para mujeres. Cabe destacar que la velocista holandesa Fanny Blankers-Koen ganó cuatro medallas de oro en los 100 metros, 200 metros, relevos 4x100 metros y relevos 4x400 metros, lo que demuestra la creciente naturaleza competitiva de las atletas femeninas.

### 1940-1944
Los Juegos Olímpicos  que se celebrarían en 1940 y en 1944 fueron cancelados debido al estallido de la Segunda Guerra Mundial. Seis atletas olímpicas femeninas murieron debido a la Segunda Guerra Mundial: 
| Atleta             | Nación       | Deporte            | Año de competición | Medalla(s) | Fecha y lugar de muerte                                                     |
| ------------------ | ------------ | ------------------ | ------------------ | ---------- | --------------------------------------------------------------------------- |
| Jud Simons         | Países Bajos | Gimnasia           | 1928               |            | 20 de marzo de 1943 en el campo de concentración de Sobibór                 |
| Helena Nordheim    | Países Bajos | Gimnasia           | 1928               |            | 2 de julio de 1943 en el campo de concentración de Sobibór                  |
| Anna Dresden-Polak | Países Bajos | Gimnasia           | 1928               |            | 23 de julio de 1943 en el campo de concentración de Sobibór                 |
| Estella Agsteribbe | Países Bajos | Gimnasia           | 1928               |            | 17 de septiembre de 1943 en el campo de concentración de Auschwitz-Birkenau |
| Hildegarde Švarce  | Letonia      | Patinaje artístico | 1936               |            | 4 de diciembre de 1944 en el bombardeo de Heilbronn                         |
| Dorothea Köring    | Alemania     | Tenis              | 1912               |            | 13 de febrero de 1945 en el bombardeo de Dresde                             |

### 1948-1956

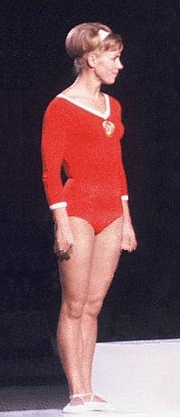
Larisa Latynina durante la ceremonia de entrega de premios de salto en los Juegos Olímpicos de 1964

En los Juegos Olímpicos de Invierno de 1948 en St. Moritz, las mujeres compitieron en todas las mismas disciplinas de esquí alpino que los hombres, realizando su debut en las disciplinas de esquí de descenso y slalom, habiendo competido sólo en la prueba combinada en 1936. En 1948, Barbara Ann Scott de Canadá ganó la competencia individual femenina de patinaje artístico, lo que marcó la primera vez que una persona no europea ganó la medalla de oro en el evento.
En los Juegos Olímpicos de Verano de Londres 1948, las mujeres compitieron en piragüismo por primera vez. Las mujeres compitieron en la disciplina K-1 500 metros. Alice Coachman ganó una medalla de oro en salto de altura femenino en los Juegos Olímpicos de Verano de 1948, siendo la primera medalla de oro ganada por una mujer negra para los Estados Unidos. En los Juegos Olímpicos de Invierno de 1952 celebrados en Oslo, las mujeres compitieron por primera vez en esquí de fondo, en la distancia de 10 kilómetros. En los Juegos Olímpicos de Verano de 1952 celebrados en Helsinki, a las mujeres se les permitió competir en equitación por primera vez desde 1900. La jinete danesa Lis Hartel ganó la medalla de plata en la competición individual de doma, categoría que era mixta.
En los Juegos Olímpicos de Invierno de 1956, celebrados en Cortina d'Ampezzo, se añadió al programa la prueba de cross-country con relevos de 3 × 5 kilómetros. 

### 1960-1968

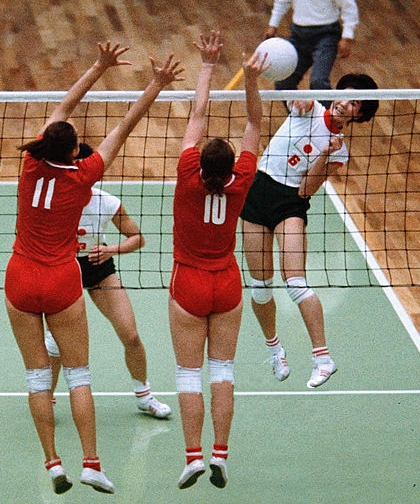
El equipo de las Brujas de Oriente: nombre dado por los reportes de los medios europeos, dadas sus victorias.

Patinaje de velocidad para mujeres hizo su debut en los Juegos Olímpicos de Invierno de 1960 celebrados en Squaw Valley.
El programa se mantuvo igual para los Juegos Olímpicos de Verano de 1960 celebrados en Roma. 
En los Juegos Olímpicos de Invierno de 1964 en Innsbruck se estrenó la prueba de esquí de fondo femenino de 5 km.
En los Juegos Olímpicos de Verano de 1964 celebrados en Tokio, el voleibol hizo su debut y el equipo anfitrión, Japón, se llevó el oro con el equipo apodado las Brujas de Oriente. En los Juegos Olímpicos de Tokio de 1964, las mujeres representaban el 13% de los participantes. Los Juegos de Tokio marcaron la primera vez que las mujeres compitieron en judo y natación sincronizada.
En los Juegos Olímpicos de Invierno de 1968, celebrados en Grenoble, apareció por primera vez el trineo femenino.
En los Juegos Olímpicos de Verano de 1968 en la Ciudad de México, la atleta mexicana Enriqueta Basilio hizo historia al convertirse en la primera mujer en encender la Llama Olímpica. Las mujeres compitieron en tiro por primera vez. Compitieron en eventos mixtos con los hombres y se les permitió competir en las siete disciplinas. Fue la última portadora de la antorcha de los XIX Juegos Olímpicos de Verano en la Ciudad de México el 12 de octubre de 1968.  

### 1972-1980

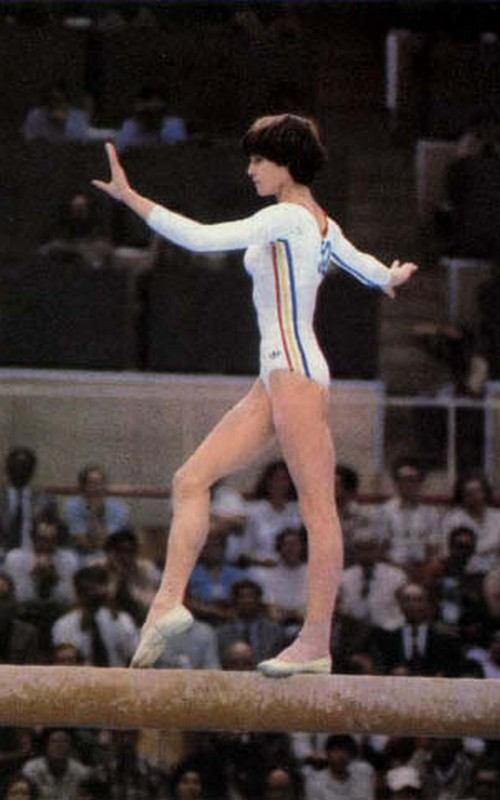
Nadia Comăneci en la barra de equilibrio, 1980

En los Juegos Olímpicos de Verano de 1972 en Múnich se disputó por primera vez desde 1920 el tiro con arco.
En los Juegos Olímpicos de Invierno de 1976 en Innsbruck, se añadió la danza sobre hielo al programa.
En los Juegos Olímpicos de Verano de 1976 en Montreal, Las mujeres debutaron en baloncesto, balonmano y remo. Nadia Comăneci, gimnasta rumana, hizo historia en los Juegos Olímpicos de Montreal de 1976 al obtener el primer 10.0 perfecto en gimnasia olímpica. 
En los Juegos Olímpicos de Verano de 1980 celebrados en Moscú, debutó el hockey sobre césped femenino. 

### 1984-1992

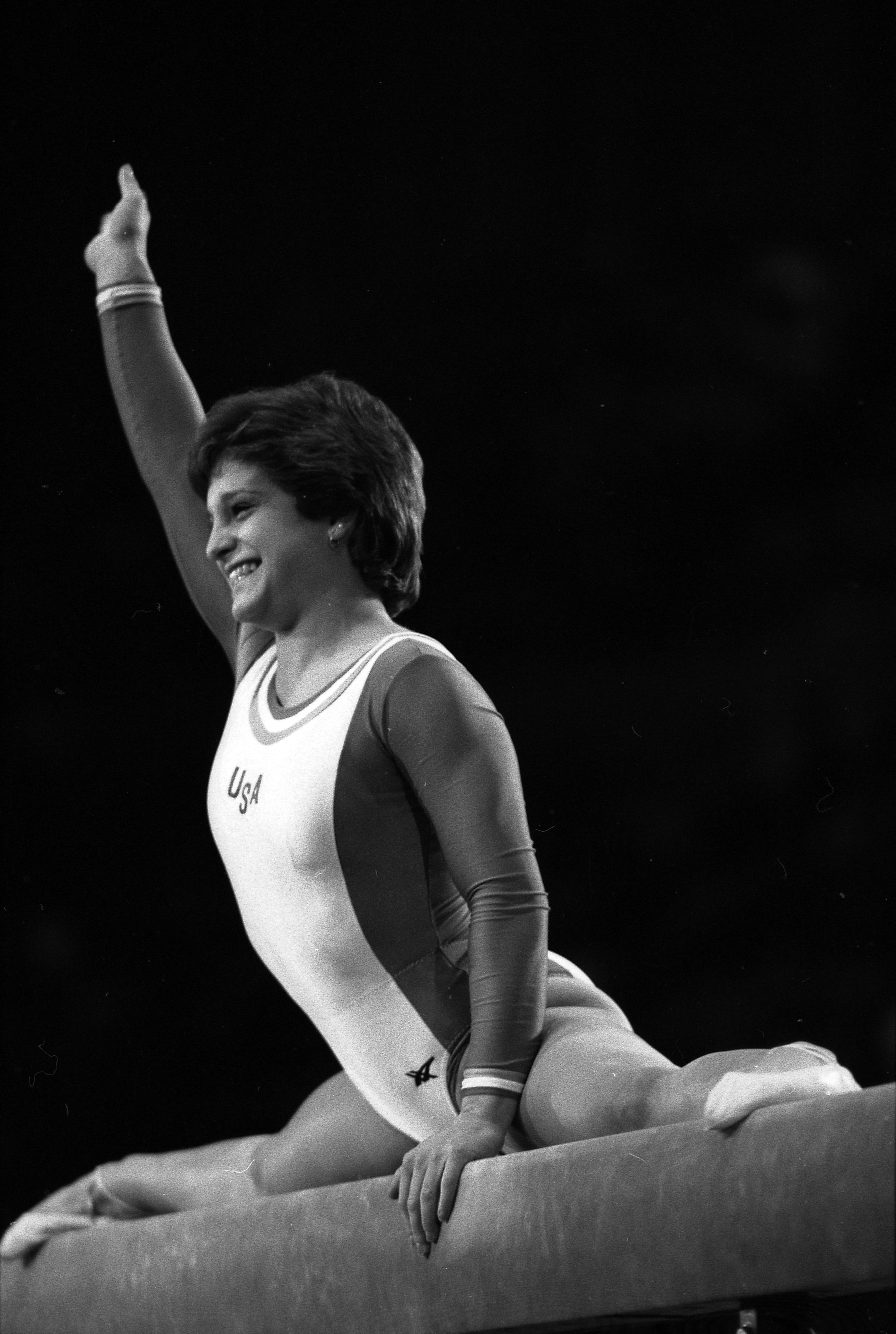
Mary Lou Retton realizando splits en una viga de equilibrio, 1985.

La prueba de esquí de fondo femenino de 20 kilómetros se añadió al programa de los Juegos de Invierno de 1984 en Sarajevo.
En los Juegos Olímpicos de Verano de 1984 en Los Ángeles se añadiónatación sincronizada, con sólo mujeres compitiendo en la competición. Las mujeres también debutaron en el ciclismo, compitiendo en la carrera de ruta. Por primera vez apareció la gimnasia rítmica con sólo mujeres compitiendo. El maratón femenino también hizo su primera aparición en estos Juegosl. Estos también fueron los primeros Juegos en los que las mujeres compitieron sólo contra otras mujeres en tiro.
En los Juegos Olímpicos de Verano de 1988 en Seúl, el tenis de mesa apareció por primera vez tanto para hombres como para mujeres. Además, en estos Juegos debutó una prueba de vela específica para mujeres: la disciplina 470 femenina. Por primera vez, las mujeres compitieron en una prueba de ciclismo en pista, el sprint.

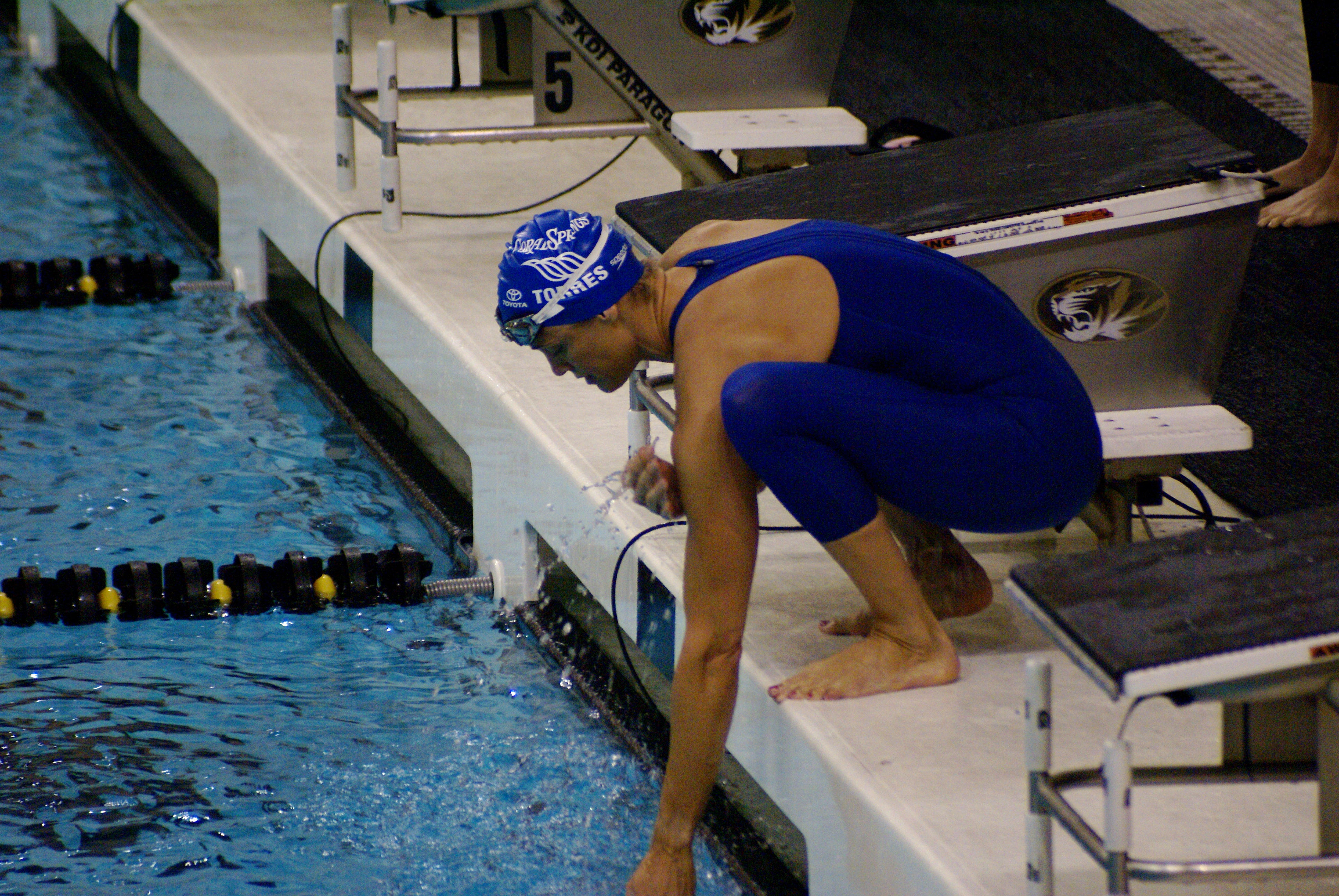
Dara Torres es celebrada no sólo por sus logros deportivos sino también por desafiar las normas de edad en los deportes competitivos.

En 1991, el COI hizo obligatorio que todos los deportes nuevos que solicitaran reconocimiento olímpico tuvieran competidoras femeninas. Sin embargo, esto significaba que cualquier deporte que estuviera incluido en el programa olímpico antes de 1991 podía seguir excluyendo a las participantes femeninas a discreción de la federación del deporte.
En los Juegos Olímpicos de Invierno de 1992 en Albertville, las mujeres compitieron en biatlón por primera vez. El esquí acrobático también debutó en los Juegos de 1992, donde las mujeres compitieron en la disciplina de baches. El patinaje de velocidad en pista corta apareció por primera vez en estos Juegos. Las mujeres compitieron en los 500 metros y en los relevos de 3000 metros. 
En los Juegos Olímpicos de Verano de 1992 celebrados en Barcelona, el bádminton apareció en el programa por primera vez. Los Juegos Olímpicos de 1992 fueron los últimos en los que la competición de skeet estuvo abierta tanto a hombres como a mujeres, y la única competición de tiro mixto en los Juegos Olímpicos ganada por una mujer: Zhang Shan.

### 1994-2002

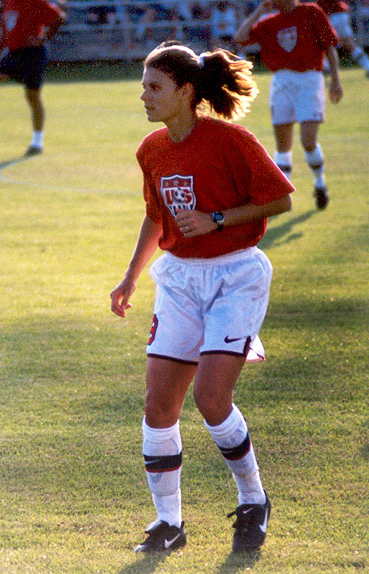
Mia Hamm calentando antes de un partido, 1998

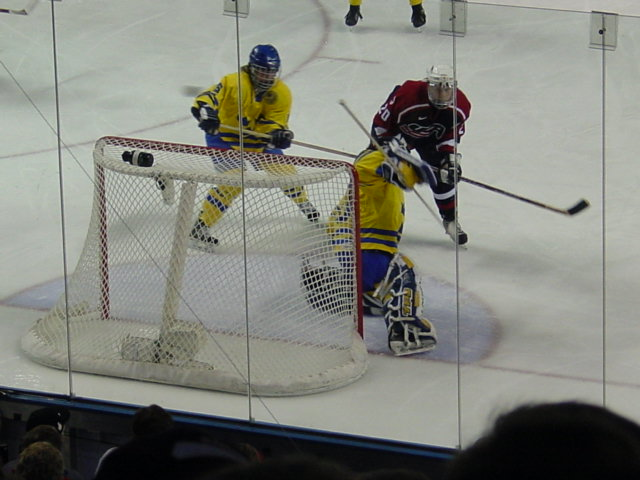
Suecia jugando contra Estados Unidos en hockey sobre hielo en los Juegos Olímpicos de Invierno de 2002 en Salt Lake City.

En 1996, se incluyó en la Carta Olímpica la función del COI de impulsar y ayudar a promover la participación femenina en el deporte, para cumplir con el principio de igualdad de género. En los Juegos Olímpicos de Atlanta de 1996, la proporción de participantes femeninas había aumentado al 26%. Los Juegos Olímpicos de 1996 en Atlanta representaron un momento decisivo para el fútbol y el sóftbol femenino, marcando su debut oficial como deporte olímpico.
En los Juegos Olímpicos de Invierno de 1998 en Nagano, el hockey sobre hielo y el curling se agregaron para las mujeres.
En los Juegos Olímpicos de Verano de 2000 en Sídney se agregaron el levantamiento de pesas, el pentatlón moderno, el taekwondo, el triatlón y el trampolín.
En los Juegos Olímpicos de Invierno de 2002 en Salt Lake City, el bobsleigh femenino hizo su primera aparición.

### 2004-2012

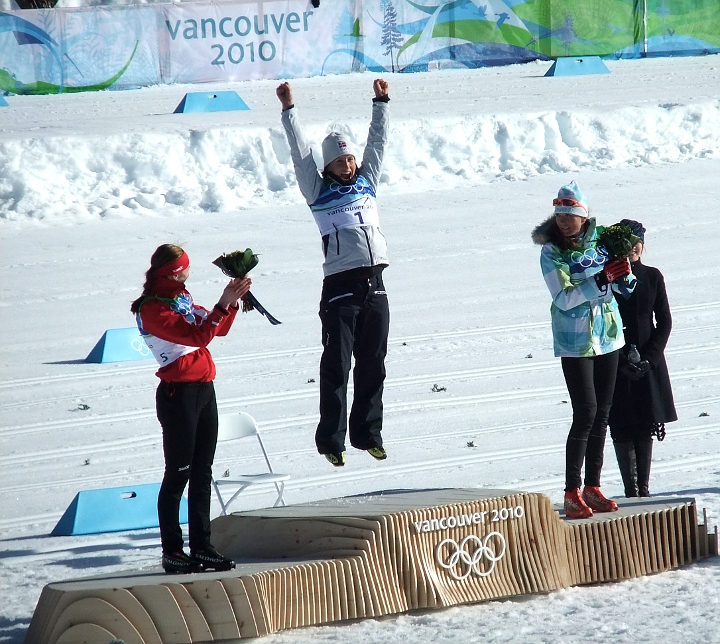
Marit Bjørgen, ex esquiadora de fondo noruega, celebra el oro en sprint en los Juegos Olímpicos de 2010

En los Juegos Olímpicos de Verano de Atenas 2004 se introdujeron la lucha y la esgrima con sable femeninas.  En 2004, las mujeres de Afganistán compitieron en los Juegos Olímpicos por primera vez en su historia después de que el COI prohibiera al país participar en Sídney 2000 debido a la oposición del gobierno talibán a la presencia de mujeres en el deporte.
En los Juegos Olímpicos de Verano de 2008, la inclusión del ciclismo BMX, los 3000 m con obstáculos femeninos y la natación de maratón de 10 kilómetros diversificaron aún más los Juegos, proporcionando nuevas plataformas para que las atletas femeninas se destacaran. El béisbol y el boxeo siguieron siendo los únicos deportes no abiertos a las mujeres en estos Juegos.

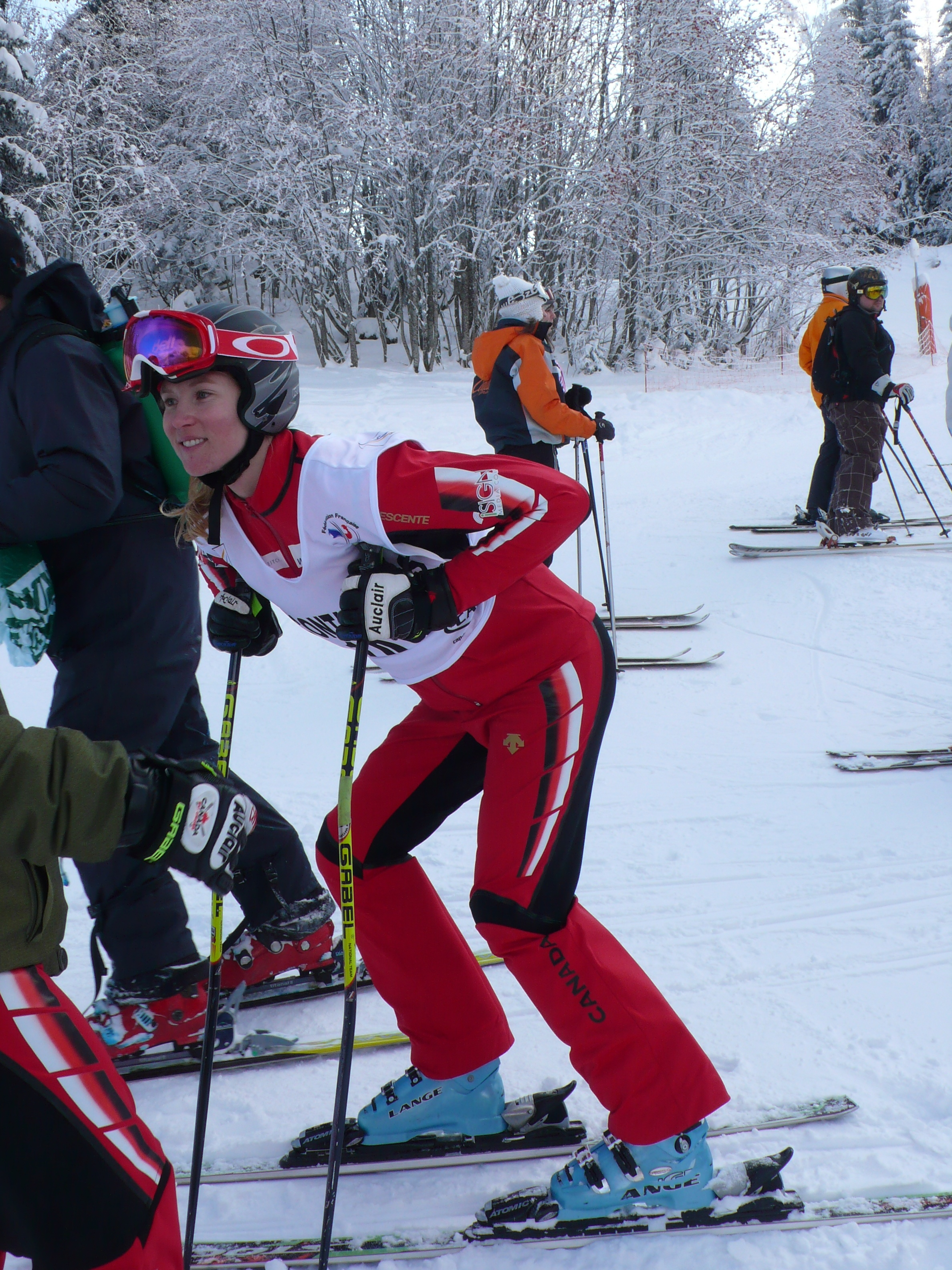
Ashleigh McIvor se convirtió en la primera mujer en ganar una medalla de oro en ski cross, un deporte que debutó en esos Juegos.

Los Juegos Olímpicos de Invierno de Vancouver de 2010 continuaron esta tendencia con el debut del ski cross tanto para hombres como para mujeres. Se generó una controversia cuando el salto de esquí femenino fue excluido del programa por el COI debido al bajo número de atletas y naciones participantes en el deporte. Un grupo de quince saltadoras de esquí de competición presentó posteriormente una demanda contra el Comité Organizador de Vancouver para los Juegos Olímpicos y Paralímpicos de Invierno de 2010, alegando que violaba la Carta Canadiense de Derechos y Libertades, ya que en la misma prueba competían hombres. La demanda fracasó, ya que el juez dictaminó que la situación no estaba regida por la Carta.
En los Juegos Olímpicos de Londres de 2012, el boxeo femenino hizo su debut olímpico. Esto, combinado con la decisión del COI de eliminar el béisbol del programa para 2012, significó que las mujeres compitieron por primera vez en todos los deportes en unos Juegos de Verano. Este acontecimiento histórico estuvo acompañado de un cambio global significativo, ya que todos los comités olímpicos nacionales enviaron atletas femeninas y países como Brunei, Arabia Saudita y Qatar incluyeron mujeres en sus delegaciones por primera vez. En 2012, por primera vez, las mujeres atletas superaron en número a los hombres en el equipo de Estados Unidos. En 2012, las mujeres constituían aproximadamente el 44% de la población total de atletas en los Juegos Olímpicos. Los Juegos de Londres de 2012 fueron particularmente notables por ser conocidos como los " Juegos de las Mujeres".

### 2014-2018

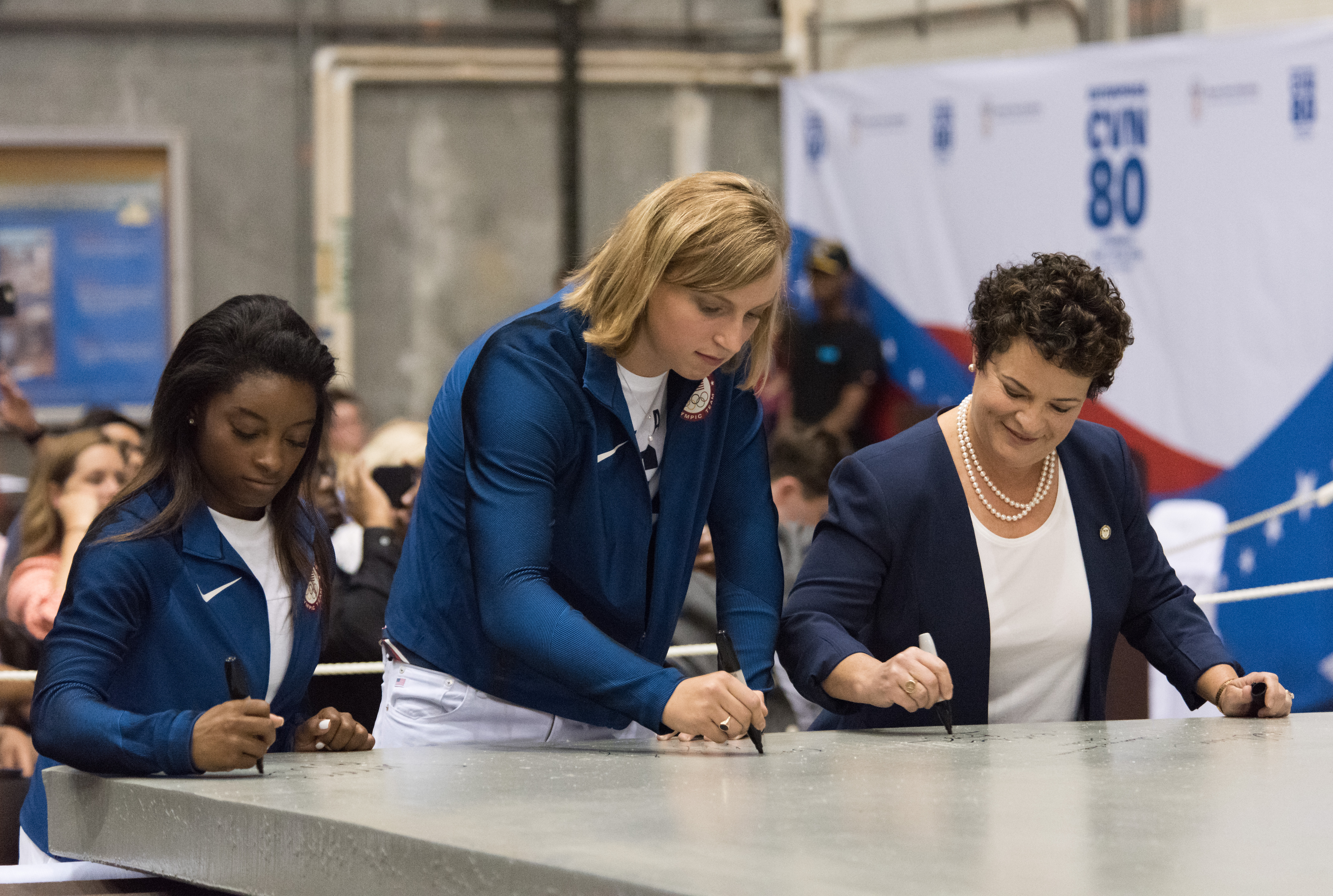
Katie Ledecky (centro) y su compañera campeona olímpica Simone Biles (izquierda) firman la placa de acero del (2017)

Los Juegos Olímpicos de Invierno de 2014 en Sochi presenciaron un momento innovador cuando Carina Vogt ganó la primera medalla de oro en salto de esquí femenino, lo que marcó el esperado debut de este deporte. Este logro fue un paso fundamental para la igualdad de género en los deportes de invierno.
Los Juegos Olímpicos de Verano de Río de 2016 apareció el rugby a siete. Mientras tanto, Río 2016 también dio la bienvenida al regreso del golf al programa olímpico después de más de un siglo de ausencia. En 2016, fue el porcentaje más alto (44%) de las medallas olímpicas obtenidas por mujeres hasta ese momento.
En los Juegos Olímpicos de Invierno de 2018 en PyeongChang, el evento continuó evolucionando con la introducción de nuevos y emocionantes eventos como el snowboarding big air y el curling en dobles mixtos.

### 2020-presente

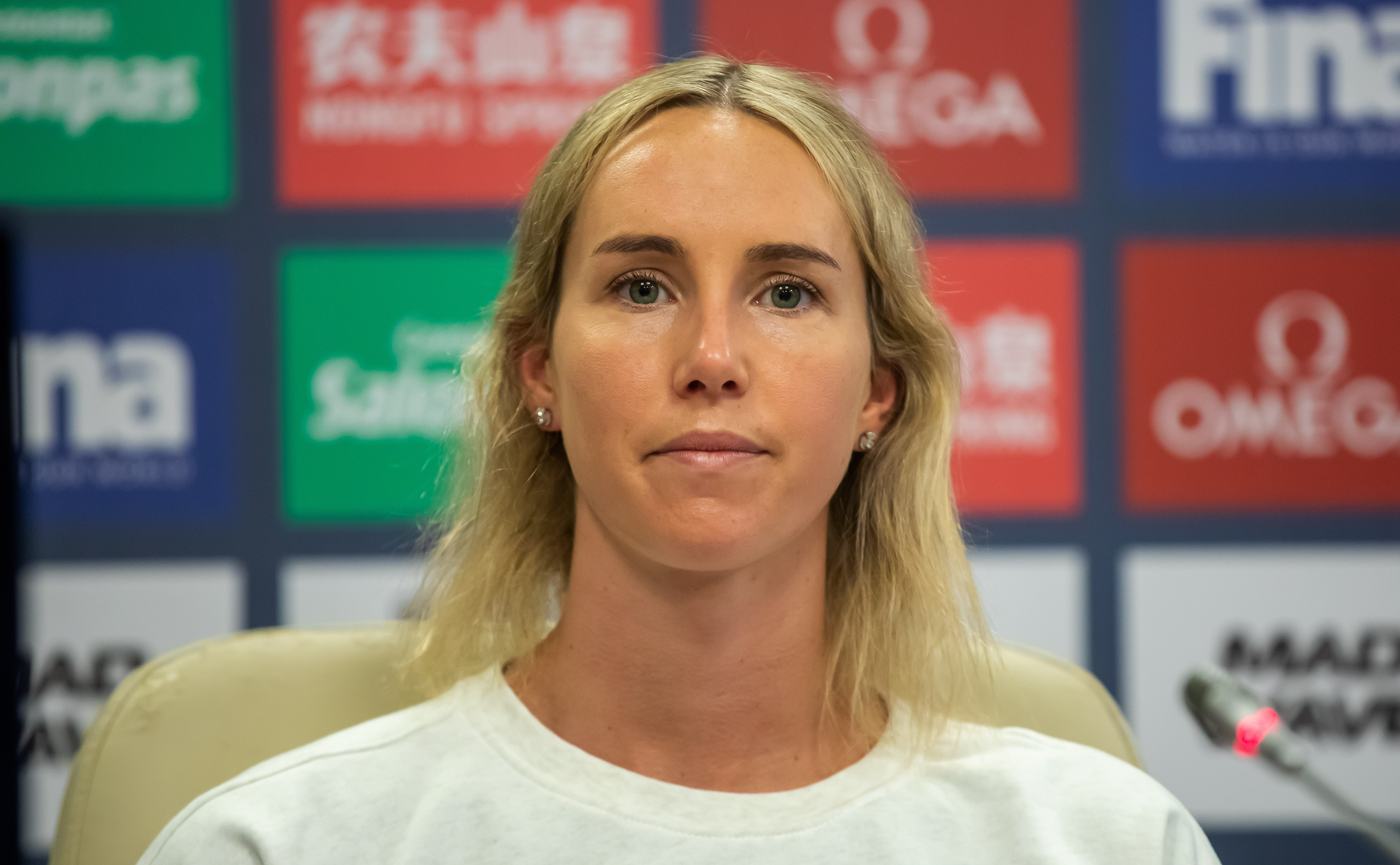
Emma McKeon Con cuatro medallas de oro y tres de bronce, fue la atleta más condecorada en todos los deportes en los Juegos Olímpicos de Verano de 2020 y empató con la mayor cantidad de medallas ganadas por una mujer en un solo Juego Olímpico.

En los Juegos Olímpicos de Tokio 2020, un cambio de reglas permitió que un atleta masculino y uno femenino llevaran conjuntamente la bandera de su nación durante la ceremonia de apertura. Como resultado, el 91% de los Comités Olímpicos Nacionales eligieron a una atleta femenina como una de sus abanderadas. Por primera vez, una atleta abiertamente transgénero Laurel Hubbard participa en el evento de levantamiento de pesas superpesado femenino. Se incluyeron eventos mixtos en la natación. Se modificó la duración de los partidos de tenis para que los hombres jugaran tres sets, igual que las mujeres en todos los Juegos Olímpicos anteriores  Los Juegos Olímpicos de 2020 fueron los primeros en los que se permitió a las mujeres competir en canoa de velocidad. Antes de estos Juegos Olímpicos, a las mujeres se les permitía practicar kayak de velocidad, pero no canoa de velocidad.

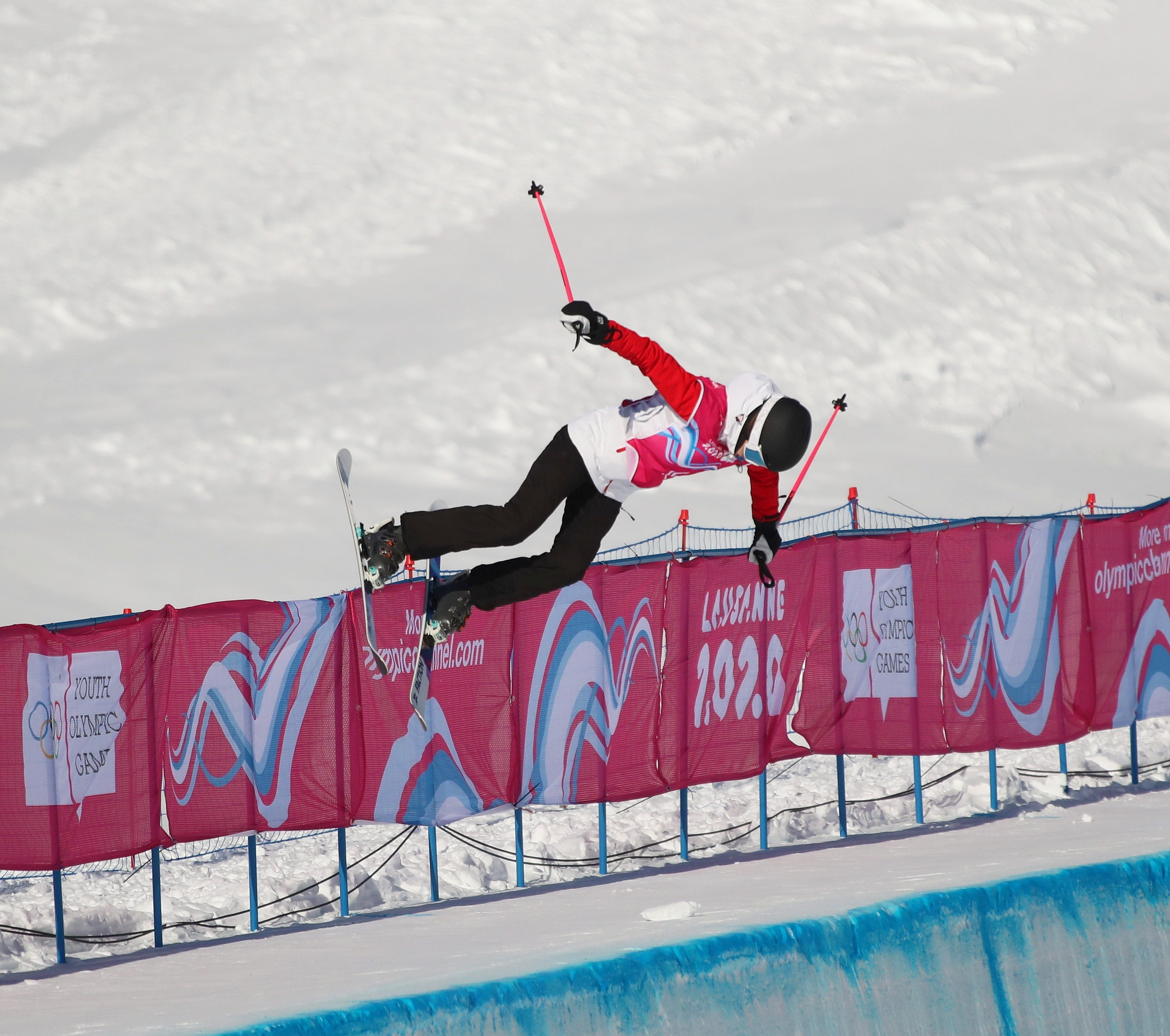
Eileen Gu ganó tres medallas de oro en eventos de esquí estilo libre y snowboard.

Desde 2022, las mujeres ocupan el 50% de los puestos en las comisiones del Comité Olímpico Internacional (COI).
Los Juegos Olímpicos de París 2024 se destacaron por ser «los primeros Juegos Olímpicos de la historia con plena paridad de género en el terreno de juego». De los 11.215 atletas registrados, 5.712 eran hombres y 5.503 eran mujeres. Varios atletas no binarios y trans-masculinos, como Hergie Bacyadan, compitieron en eventos femeninos. Los Juegos Olímpicos de 2024 contaron con 28 deportes con equilibrio de género, con 152 eventos con medallas designados para mujeres y 20 eventos mixtos. Además, el boxeo incluía el mismo número de categorías de peso tanto para hombres como para mujeres.

## Participación
| Evento      | Año  | Hombres | Mujeres | Porcentaje de Mujeres |
| ----------- | ---- | ------- | ------- | --------------------- |
| Atenas      | 1896 | 241     | 0       | 0,00 %                |
| Paris       | 1900 | 975     | 22      | 2,21 %                |
| San Luis    | 1904 | 645     | 6       | 0,92 %                |
| Londres     | 1908 | 1971    | 37      | 1,84 %                |
| Estocolmo   | 1912 | 2359    | 48      | 1,99 %                |
| Amberes     | 1920 | 2561    | 65      | 2,48 %                |
| París       | 1924 | 2954    | 135     | 4,37 %                |
| Ámsterdam   | 1928 | 2606    | 277     | 9,61 %                |
| Los Ángeles | 1932 | 1206    | 126     | 9,46 %                |
| Berlín      | 1936 | 3632    | 331     | 8,35 %                |
| Londres     | 1948 | 3714    | 390     | 9,50 %                |
| Helsinki    | 1952 | 4436    | 519     | 10,47 %               |
| Melbourne   | 1956 | 2938    | 376     | 11,35 %               |
| Roma        | 1960 | 4727    | 611     | 11,45 %               |
| Tokio       | 1964 | 4473    | 678     | 13,16 %               |
| México      | 1968 | 4435    | 781     | 14,97 %               |
| Múnich      | 1972 | 6075    | 1059    | 14,84 %               |
| Montreal    | 1976 | 4824    | 1260    | 20,71 %               |
| Moscú       | 1980 | 4064    | 1115    | 21,53 %               |
| Los Ángeles | 1984 | 5263    | 1566    | 22,93 %               |
| Seúl        | 1988 | 6197    | 2194    | 26,15 %               |
| Barcelona   | 1992 | 6652    | 2704    | 28,90 %               |
| Atlanta     | 1996 | 6806    | 3512    | 34,04 %               |
| Sidney      | 2000 | 6582    | 4069    | 38,20 %               |
| Atenas      | 2004 | 6296    | 4329    | 40,74 %               |
| Beijing     | 2008 | 6305    | 4637    | 42,38 %               |
| Londres     | 2012 | 5892    | 4676    | 44,25 %               |
| Río         | 2016 | 6179    | 5059    | 45,02 %               |
| Tokio       | 2020 | 5959    | 5457    | 47,80 %               |
| París       | 2024 | 5250    | 5250    | 50,00 %               |

## Deportes

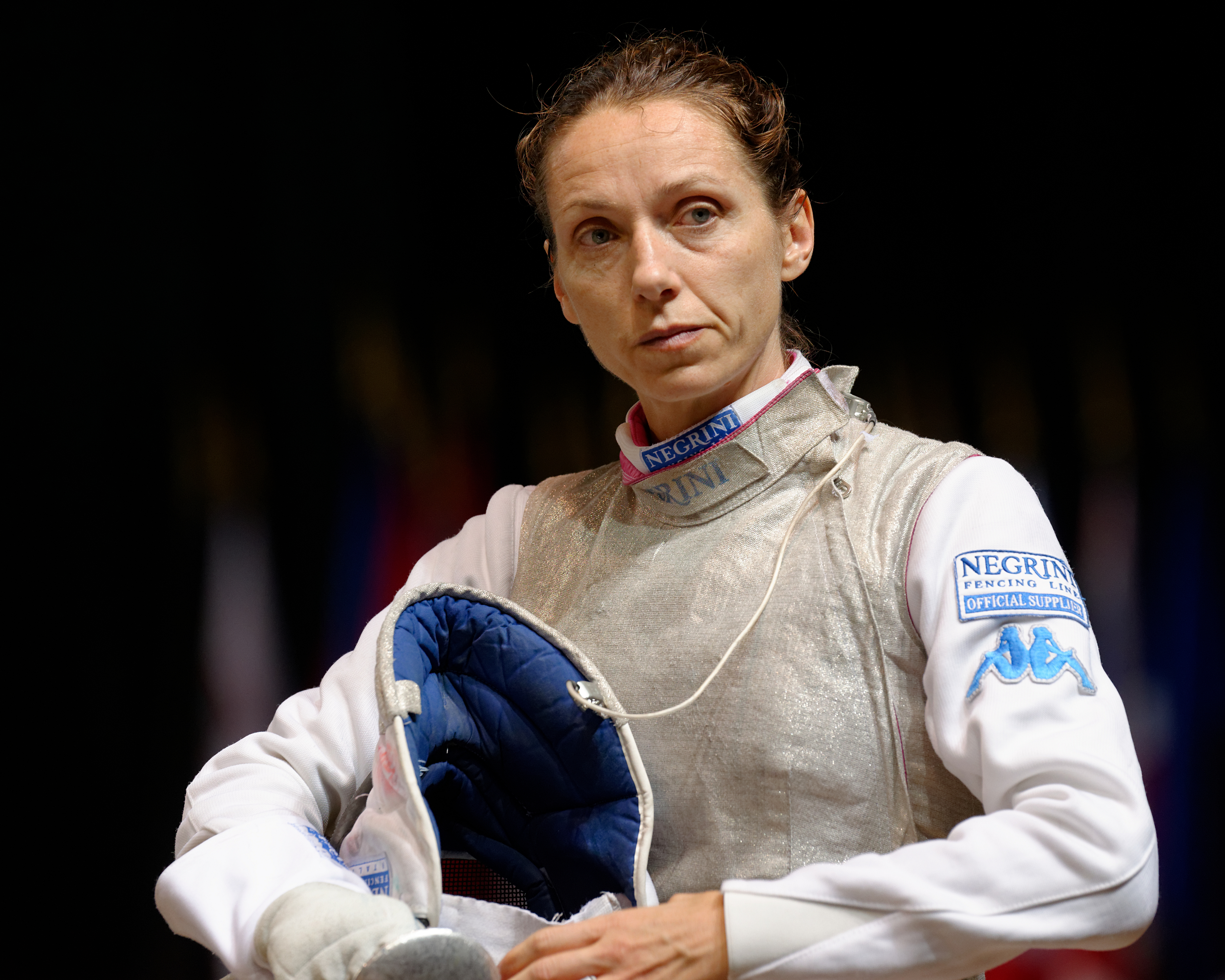
Valentina Vezzali es una de las esgrimistas más condecoradas de la historia olímpica.

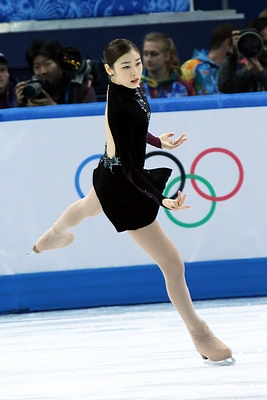
Yuna Kim interpretando "Adiós Nonino" en los Juegos Olímpicos de Invierno de 2014

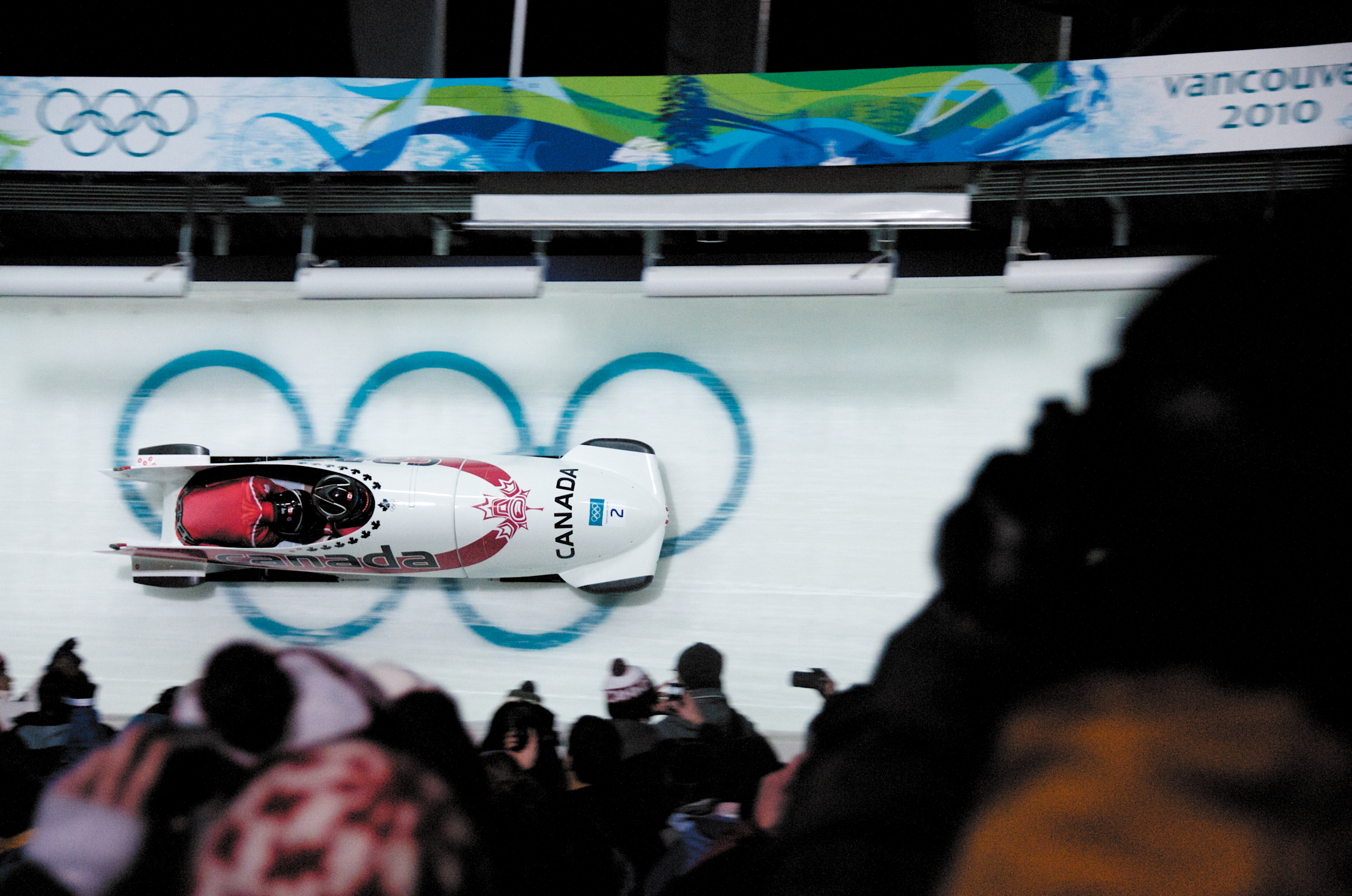
Las bobsledders canadienses Kaillie Humphries y Heather Moyse compitiendo en los Juegos de Invierno de Vancouver 2010

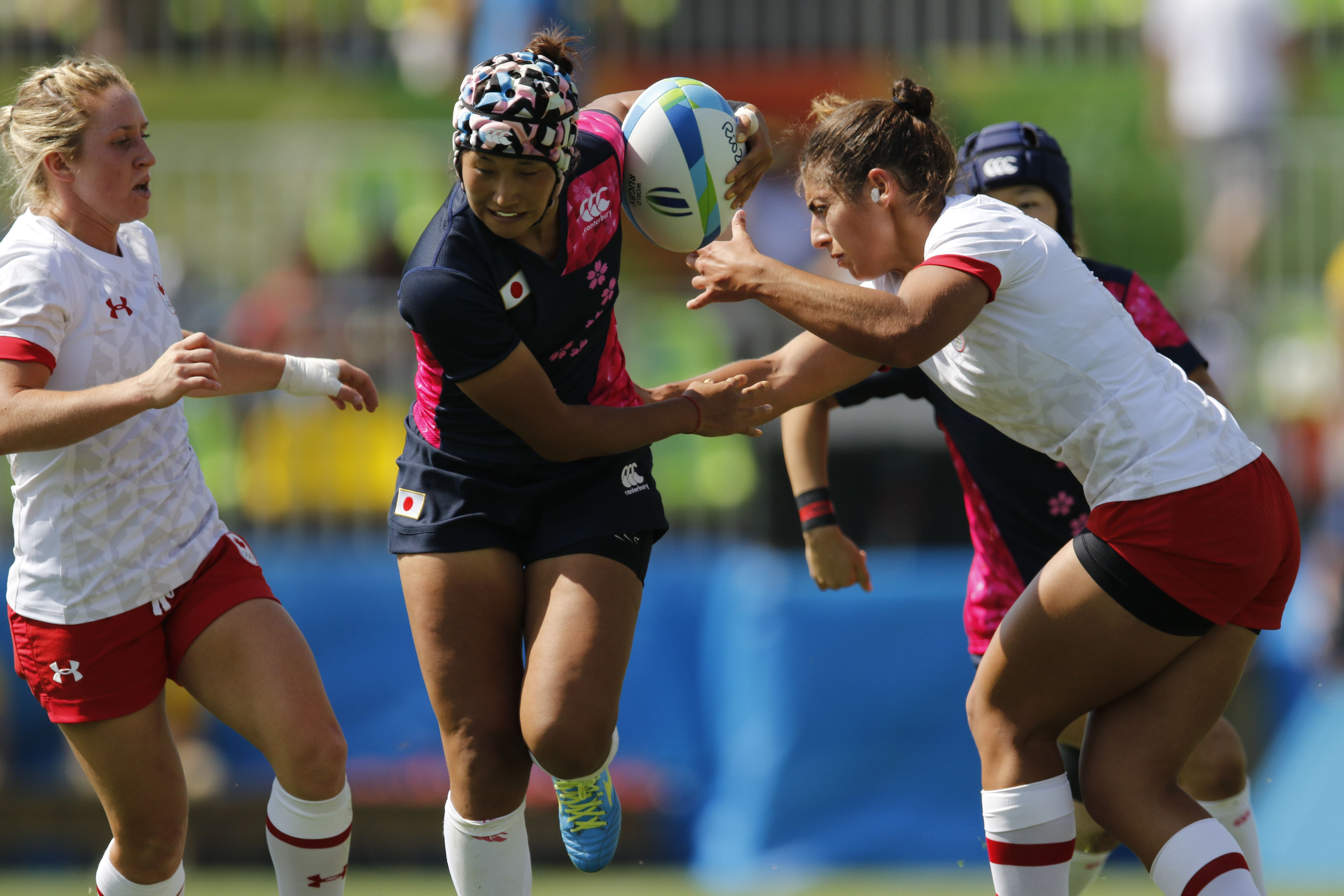
Canadá contra Japón en rugby siete en los Juegos de Verano de Río 2016

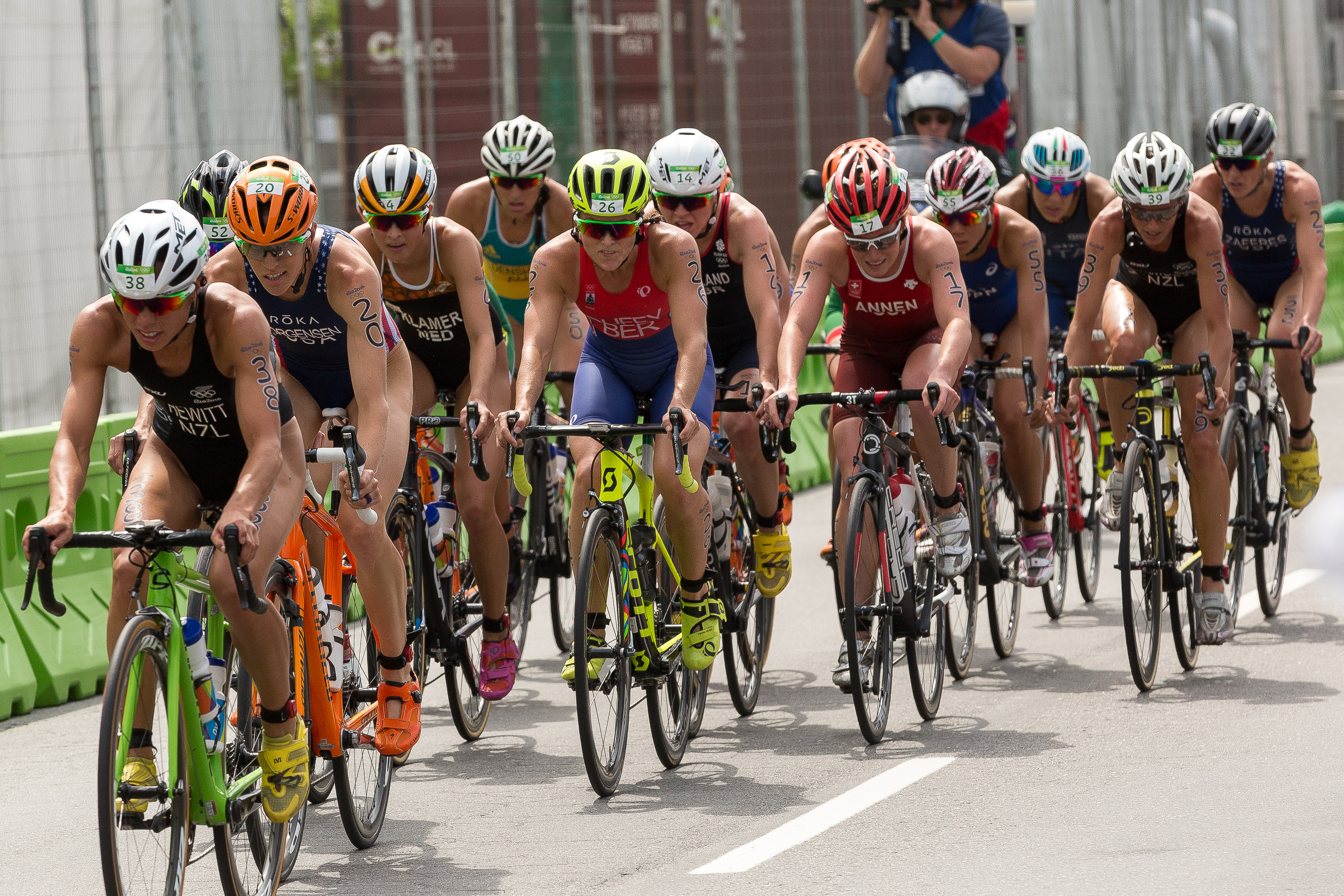
Atletas compitiendo en el evento de triatlón durante los Juegos Olímpicos de Verano de 2016 en Río de Janeiro

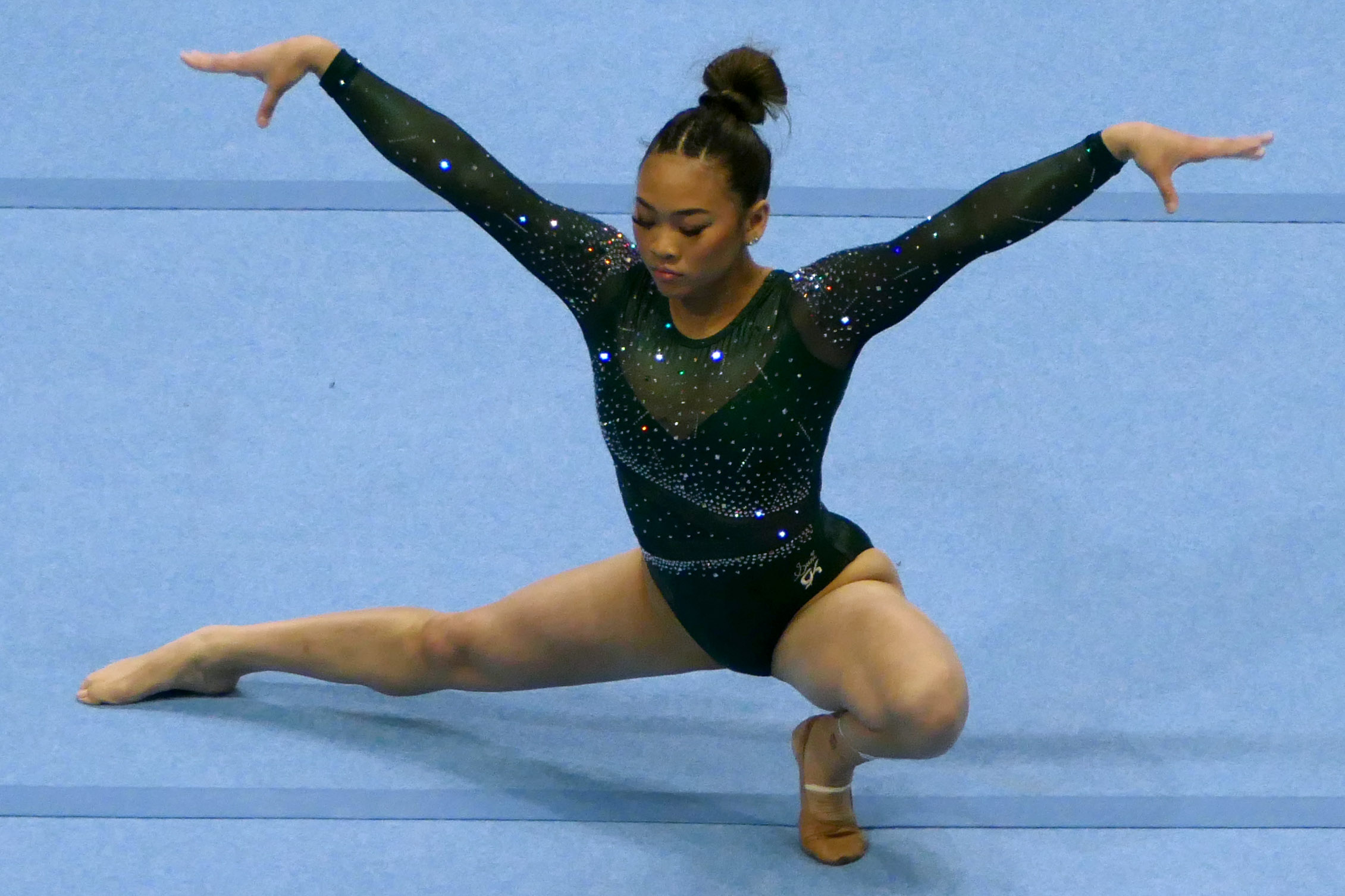
Sunisa Lee compitiendo en suelo en el Core Hydration Classic 2024.

Las mujeres han competido en los siguientes deportes en los Juegos Olímpicos.
| Deporte                              | Año añadido al programa |
| ------------------------------------ | ----------------------- |
| Tenis                                | 1900                    |
| Golf                                 | 1900                    |
| Vela                                 | 1900                    |
| Tiro con arco                        | 1904                    |
| Patinaje artístico                   | 1908                    |
| Saltos de trampolín                  | 1912                    |
| Natación                             | 1912                    |
| Esgrima                              | 1924                    |
| Atletismo                            | 1928                    |
| Gimnasia                             | 1928                    |
| Esquí alpino                         | 1936                    |
| Piragüismo                           | 1948                    |
| Esquí de fondo                       | 1952                    |
| Equitación                           | 1952                    |
| Patinaje de velocidad                | 1960                    |
| Voleibol                             | 1964                    |
| Luge                                 | 1964                    |
| Tiro                                 | 1968                    |
| Baloncesto                           | 1976                    |
| Balonmano                            | 1976                    |
| Remo                                 | 1976                    |
| Hockey sobre hierba                  | 1980                    |
| Ciclismo                             | 1984                    |
| Tenis de mesa                        | 1988                    |
| Bádminton                            | 1992                    |
| Biatlón                              | 1992                    |
| Judo                                 | 1992                    |
| Patinaje de velocidad en pista corta | 1992                    |
| Sóftbol                              | 1996                    |
| Fútbol                               | 1996                    |
| Curling                              | 1998                    |
| Hockey sobre hielo                   | 1998                    |
| Pentatlón moderno                    | 2000                    |
| Taekwondo                            | 2000                    |
| Triatlón                             | 2000                    |
| Waterpolo                            | 2000                    |
| Halterofilia                         | 2000                    |
| Bobsleigh                            | 2002                    |
| Skeleton                             | 2002                    |
| Lucha libre                          | 2004                    |
| Boxeo                                | 2012                    |
| Salto de esquí                       | 2014                    |
| Rugby                                | 2016                    |
| Ciclismo BMX                         | 2020                    |
| Karate                               | 2020                    |
| Skateboarding                        | 2020                    |
| Surf                                 | 2020                    |
| Escalada deportiva                   | 2020                    |
| Breaking                             | 2024                    |

## Diferencias de género
En los primeros días de los Juegos Olímpicos, muchos CON enviaron menos competidoras porque incurrirían en el costo de una acompañante, que no era necesaria para los atletas masculinos. En 2012, la selección nacional femenina de fútbol de Japón viajó a los Juegos en clase económica, mientras que el equipo masculino viajó en clase ejecutiva. Aunque las mujeres compiten en todos los deportes en los Juegos Olímpicos de verano, todavía hay 39 eventos que no están abiertos a las mujeres 

### Atletismo

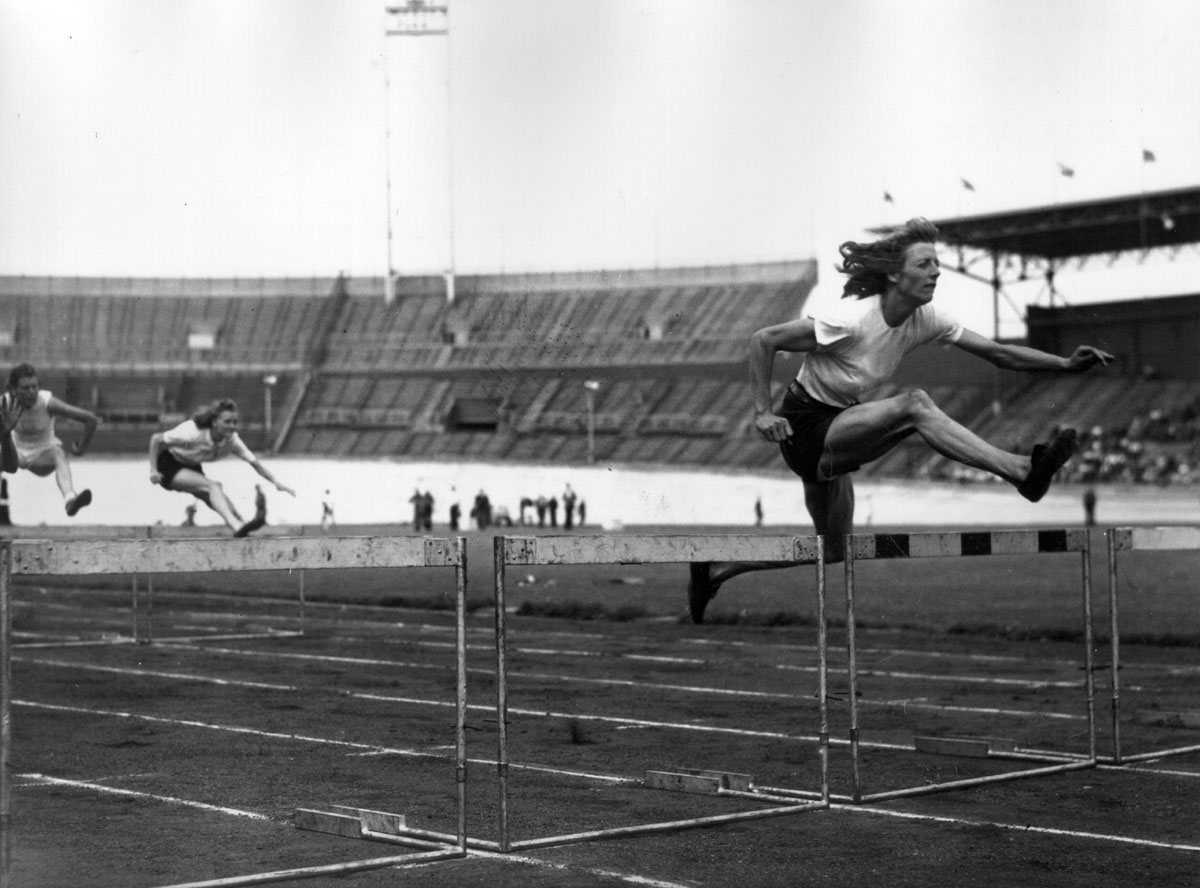
Fanny Blankers-Koen hizo historia en los Juegos Olímpicos de Londres de 1948 al ganar cuatro medallas de oro en atletismo (100 m, 200 m, 80 m vallas y relevos 4 × 100 m).

En los eventos combinados de los Juegos Olímpicos, las mujeres compiten en el heptatlón de siete eventos, pero los hombres compiten en tres eventos más en el decatlón. El pentatlón femenino se celebró entre 1964 y 1980, antes de ampliarse al heptatlón.

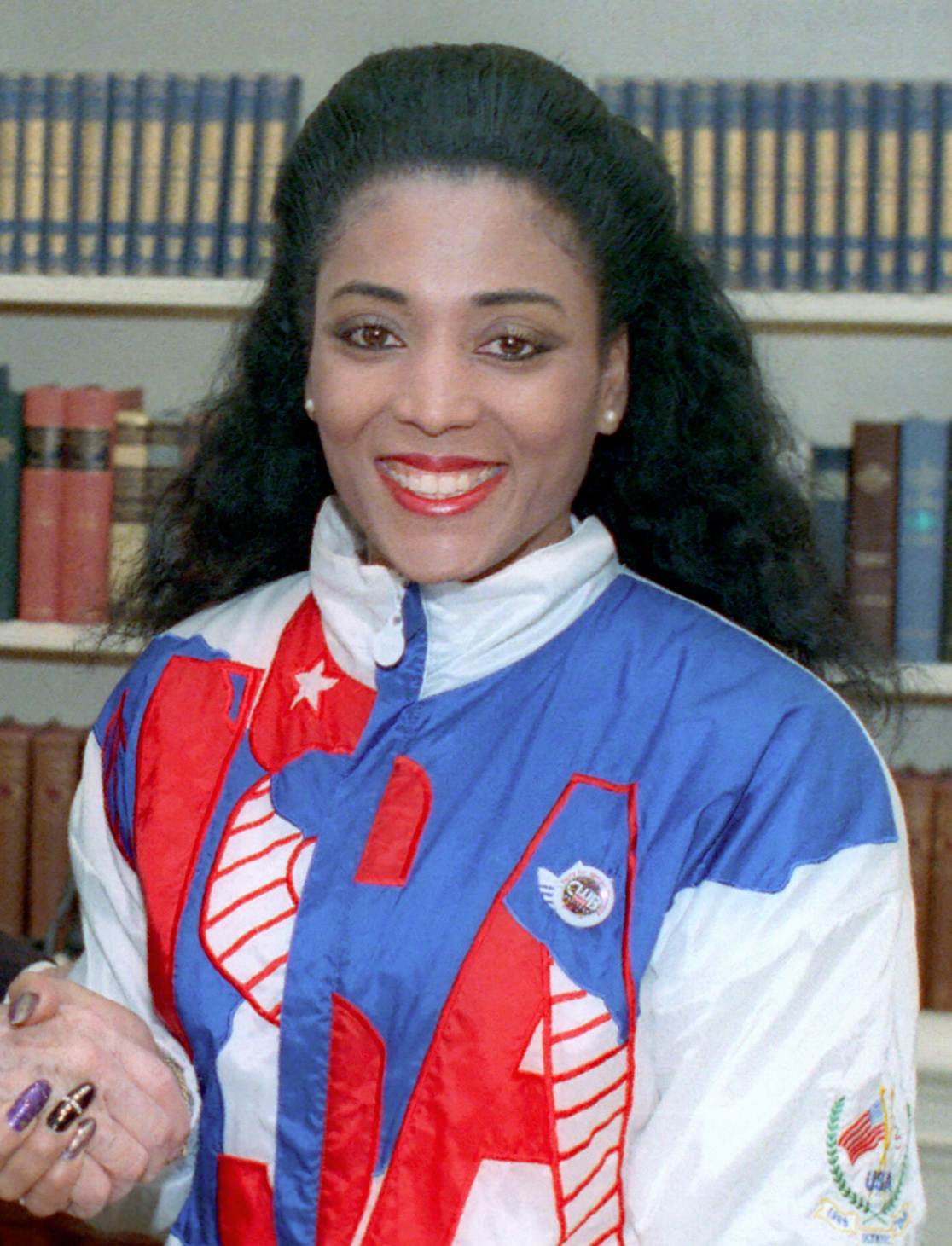
Florence Griffith Joyner, conocida como "Flo-Jo", atleta que estableció récords mundiales en los 100 y 200 metros lisos en los Juegos Olímpicos de Seúl de 1988.

En las carreras de vallas de los Juegos Olímpicos, los hombres compiten en los 110 metros, mientras que las mujeres cubren los 100 metros. Las mujeres corrieron 80 metros hasta los Juegos Olímpicos de 1968; esto se amplió a 100 metros en 1961, aunque a modo de prueba, la nueva distancia no se hizo oficial hasta 1969.
Históricamente, las mujeres competían en los 3.000 metros de carrera de fondo hasta que en 1996 se equiparó la prueba masculina de los 5.000 metros. De manera similar, las mujeres compitieron en una carrera de marcha de 10 kilómetros en 1992 y 1996 antes de que se cambiara a la distancia estándar de 20 kilómetros para los hombres. kilómetros. La expansión del programa de atletismo femenino para equipararlo al masculino fue lenta. El triple salto se añadió en 1996, el lanzamiento de martillo y el salto con pértiga en 2000, y la carrera de obstáculos en 2008. La única diferencia que queda es la prueba de marcha atlética de 50 kilómetros, solo para hombres. Si bien se ha pedido la inclusión de mujer en la prueba de 1.000 km, también se han planteado propuestas para eliminar por completo la prueba masculina de los Juegos Olímpicos.

### Piragüismo

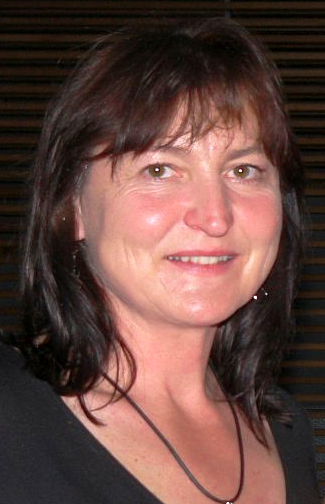
Birgit Fischer compitió en varios eventos de piragüismo y es una de las atletas olímpicas más exitosas en términos de medallas de oro ganadas.

El piragüismo excluyó a las mujeres de los Juegos Olímpicos tanto en las disciplinas de velocidad como de slalom hasta Tokio 2020.

### Boxeo
En los Juegos Olímpicos de verano, las competiciones de boxeo masculino se desarrollan durante tres asaltos de tres minutos cada uno y las femeninas durante cuatro asaltos de dos minutos cada uno. Las mujeres también compiten en tres categorías de peso contra 10 para los hombres.

### Tiroteo
Las mujeres están excluidas de los 25 metros de tiro rápido, y del ahora descontinuado, 50 metros pistola y 50 metros de tiro con rifle en posición de decúbito prono. Los hombres están excluidos de los eventos de pistola de 25 metros. Desde 1996 al 2004 las mujeres participaron en la competición de doble trampa. La prueba femenina fue retirada del programa olímpico después de los Juegos Olímpicos de Verano de 2004.

### Ciclismo de carretera
Desde 1984, cuando se introdujeron los eventos de ciclismo femenino, la carrera femenina ha sido de 140 kilómetros contra los 250 kilómetros de la carrera masculina. Las pruebas contrarreloj son 29 kilómetros y 44 kilómetros respectivamente. Cada país está limitado a enviar cinco hombres y cuatro mujeres a los Juegos de Verano.

### Tenis

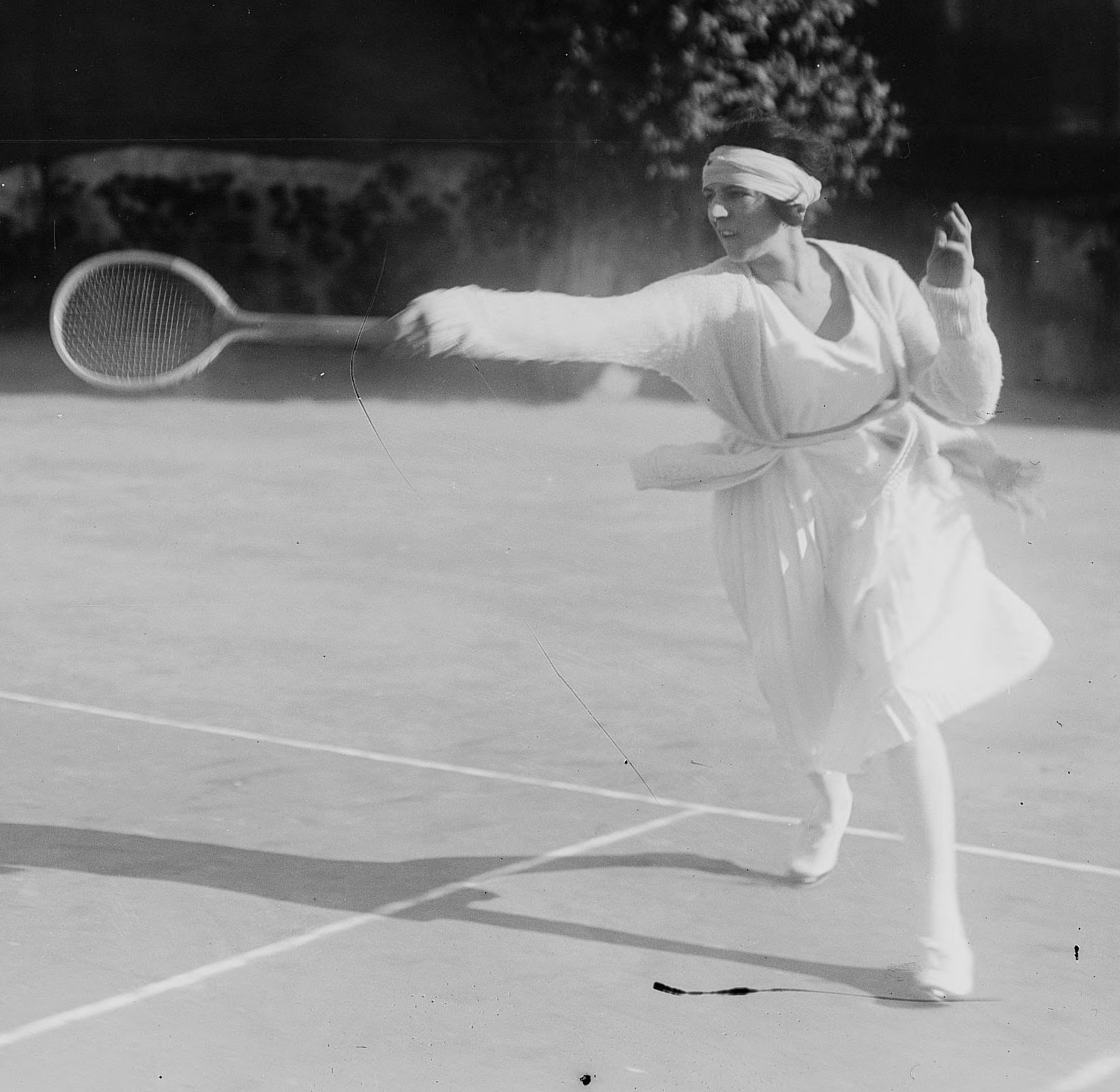
Suzanne Lenglen en Cannes en 1920.

Hasta los Juegos Olímpicos de 2020, las mujeres competían en partidos de tres sets, a diferencia de los cinco sets de los hombres. Los partidos masculinos se acortaron para Tokio 2020.

### Fútbol
En el fútbol olímpico no hay restricción de edad para las mujeres, mientras que los equipos masculinos presentan equipos sub-23 con un máximo de tres jugadores mayores de esa edad.

### Lucha
Las mujeres están excluidas de la lucha grecorromana. Antes de 2016, las mujeres competían en cuatro categorías de peso de lucha libre, mientras que los hombres competían en siete, en comparación con un máximo de diez categorías de peso. Desde los Juegos Olímpicos de 2016, tanto las mujeres como los hombres tienen seis categorías de peso en la lucha libre.

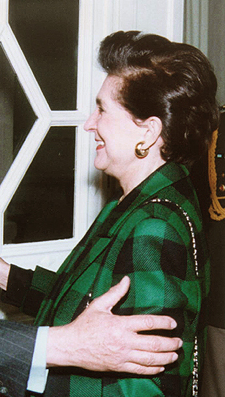
En 1981 Flor Isava Fonseca y la finlandesa Pirjo Häggman fueron las primeras mujeres elegidas para el Comité Olímpico Internacional. Fue la primera mujer en servir en la junta ejecutiva en 1990.

### Comentaristas deportivos

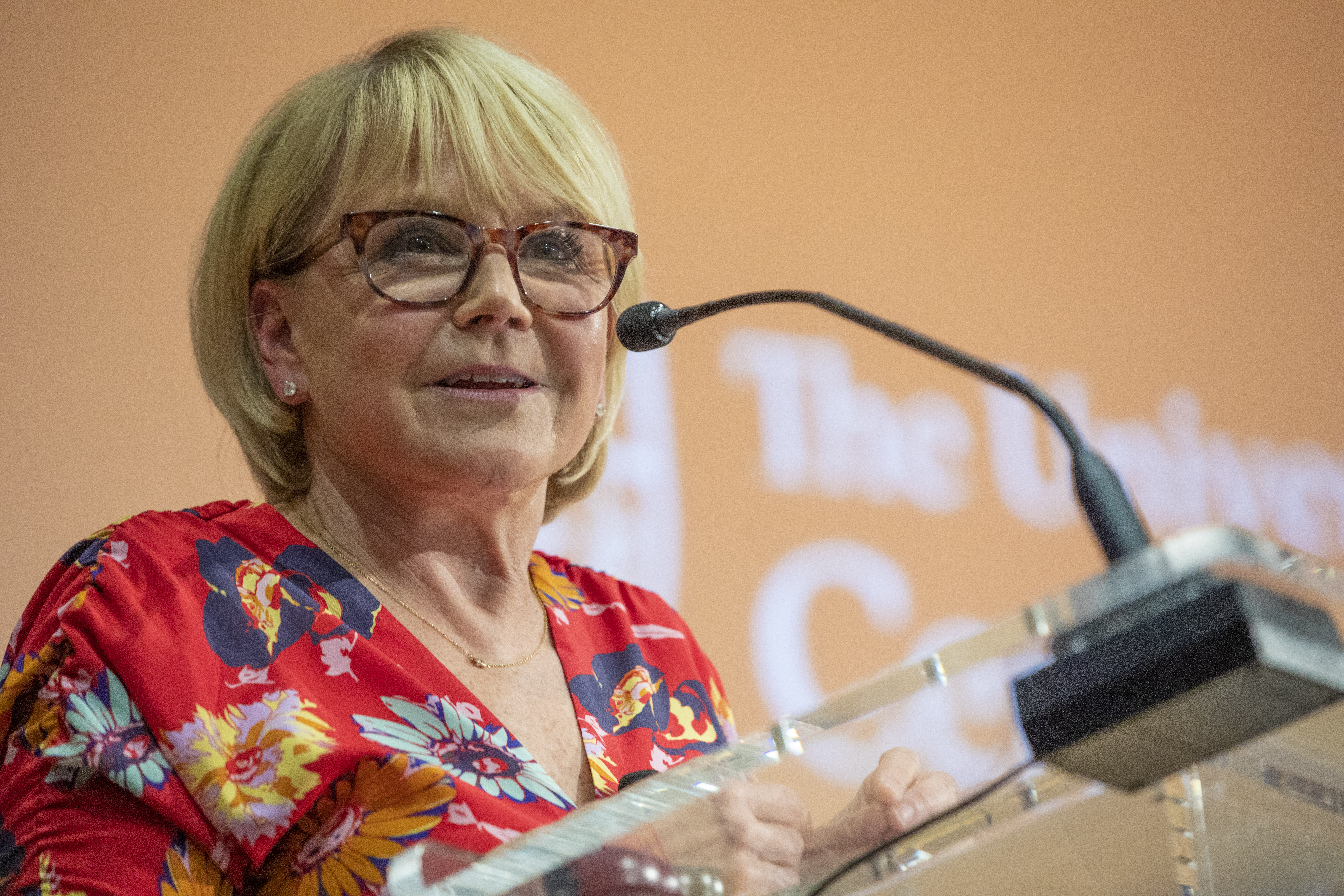
Andrea Joyce ha cubierto numerosos Juegos Olímpicos para NBC Sports.

Históricamente, la cobertura y la inclusión de los deportes de equipo femeninos en los Juegos Olímpicos ha sido limitada. Es más probable que los comentaristas se refieran a las atletas femeninas utilizando una "terminología no deportiva" que a los hombres. Un estudio de 2016 publicado por Cambridge University Press descubrió que era más probable que las mujeres fueran descritas utilizando características físicas, edad, estado civil y estética que los hombres, en lugar de adjetivos y descripciones relacionados con el deporte. El mismo estudio descubrió que también era más probable que se hiciera referencia a las mujeres como "niñas" que a los hombres como "niños" en los comentarios. Además, las mujeres tenían el doble de probabilidades de ser referidas como "damas", en comparación con los "caballeros", a quienes frecuentemente se hace referencia con el término neutral "hombres". Esta disparidad en la calidad de la cobertura de los deportes olímpicos femeninos se ha atribuido al hecho de que el 90% de los periodistas deportivos son hombres.
Los adjetivos más comunes que los comentaristas deportivos usaron para describir a las atletas olímpicas que regresaron a los Juegos Olímpicos de 2016 fueron "mayor", "mayor", "embarazada" y "casada" o "soltera", mientras que para los atletas olímpicos masculinos, "más rápido", "fuerte", "grande", "real" y "genial" fueron los adjetivos más comunes.

### El Comité Olímpico Internacional
Las dos primeras mujeres miembros del Comité Olímpico Internacional (COI) fueron la venezolana Flor Isava-Fonseca y la finlandesa Pirjo Häggman en 1981. En 1990, Flor Isava Fonseca se convirtió en la primera mujer elegida para el comité ejecutivo del COI y en 1992 comenzó a presidir el prototipo de la Comisión del COI sobre la Mujer en el Deporte.
En 1996, se agrega en la Carta Olímpica como función de la COI “estimular y apoyar la promoción de las mujeres en el deporte, a todos los niveles y en todas las estructuras, con objeto de llevar a la práctica el principio de igualdad entre el hombre y la mujer”.
 

En 2011, sólo 20 de los 106 miembros del COI eran mujeres. En 2023, eran 44 de 107 miembros, es decir, el 41,1%.

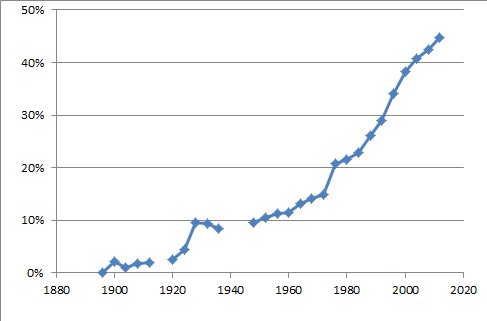
Mujeres participantes en cada Juego Olímpico de Verano como porcentaje del total de participantes

Uno de los objetivos del COI es alentar a estos países conservadores a apoyar la participación de las mujeres en el deporte porque dos de los valores olímpicos del COI que debe defender son garantizar la falta de discriminación en el deporte y promover la participación de las mujeres en el deporte. La comisión que se creó para promover la combinación de estos valores fue la Comisión de Mujeres en el Deporte. Esta comisión declara que su función es «asesorar a la Comisión Ejecutiva del COI sobre la política a implementar en el ámbito de la promoción de la mujer en el deporte». Esta comisión no alcanzó su plena categoría hasta 2004 y se reúne una vez al año para debatir sus objetivos y su aplicación. Esta comisión también presenta anualmente un Trofeo Mujer y Deporte que reconoce a una mujer a nivel internacional que ha encarnado los valores del COI y que ha apoyado los esfuerzos para aumentar la participación de las mujeres en el deporte en todos los niveles. Se supone que este trofeo simboliza el compromiso del COI de honrar a quienes contribuyen a la igualdad de género en el deporte.

## Impacto de los Juegos Mundiales Femeninos

### Fondo

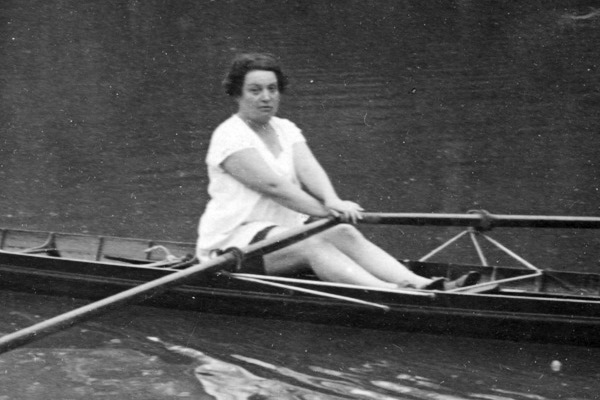
Alice Milliat, fundadora de la IWSF y de los Juegos Mundiales Femeninos

En 1919, la traductora francesa y remera amateur, Alice Milliat, inició conversaciones con el COI y la Asociación Internacional de Federaciones de Atletismo con el objetivo de incluir el atletismo femenino en los Juegos Olímpicos de Verano de 1924. Tras ser rechazada su petición, organizó la primera "Olimpiada Femenina ", celebrada en Montecarlo. Este se convertiría en el precursor de los primeros Juegos Mundiales Femeninos. El evento fue visto como una protesta contra la negativa del COI de incluir mujeres en el atletismo y un mensaje a su presidente Pierre de Coubertin, quien se oponía a la presencia de mujeres en los Juegos Olímpicos. Milliat fundó la Federación Internacional de Deportes Femeninos, que organizó los primeros Juegos Mundiales Femeninos.

### Los juegos

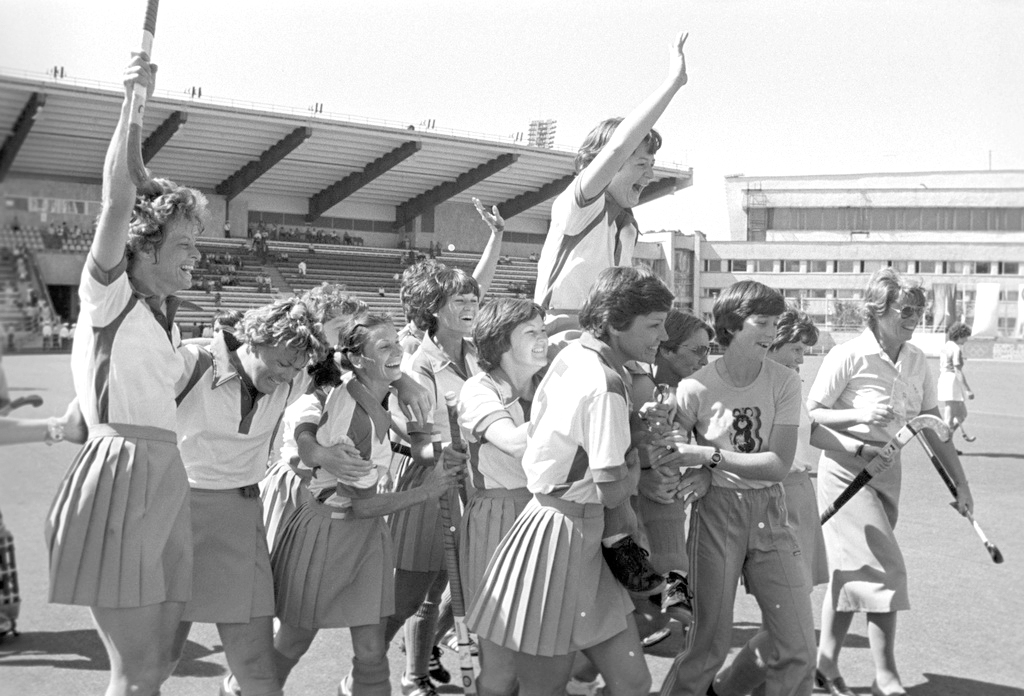
El equipo femenino de hockey sobre césped de Zimbabue celebra una victoria por 4-0 sobre Polonia en los Juegos de 1980.

Los primeros "Juegos Olímpicos Femeninos" se celebraron en París en 1922  Los atletas compitieron en once eventos:  60 metros, 100 yardas, 300 metros, 1000 metros, relevo 4 x 110 yardas, 100 yardas con vallas, salto de altura, salto de longitud, salto de longitud sin moverse, lanzamiento de jabalina y lanzamiento de peso. 20.000 personas asistieron a los Juegos y se establecieron 18 récords mundiales. A pesar del exitoso resultado del evento, el COI todavía se negó a incluir el atletismo femenino en los Juegos Olímpicos de Verano de 1924. Además de esto, el COI y la IAAF se opusieron al uso del término "olímpico" en el evento, por lo que la IWSF cambió el nombre del evento a Juegos Mundiales Femeninos para la versión de 1926. Los Juegos Mundiales Femeninos de 1926 se celebrarían en Gotemburgo, Suecia. Se añadió al programa el lanzamiento de disco. A estos Juegos también asistieron 20.000 espectadores y finalmente convencieron al COI de permitir a las mujeres competir en los Juegos Olímpicos en algunas pruebas de atletismo. El COI permitió que las mujeres compitieran en los 100 metros y los 800 metros, 4 × 100 relevo de 10 metros, salto de altura y lanzamiento de disco en 1928. Habría dos ediciones más de los Juegos Mundiales Femeninos, en 1930 en Praga y en 1934 en Londres. La IWSF se vio obligada a disolverse después de que el Gobierno de Francia le retirara la financiación en 1936. Pierre de Coubertin, fundador del Comité Olímpico Internacional, dijo: "No apruebo la participación de las mujeres en competiciones públicas. En los Juegos Olímpicos, su papel principal debería ser coronar a los vencedores".